# National Gallery
Pour les articles homonymes, voir Galerie nationale.

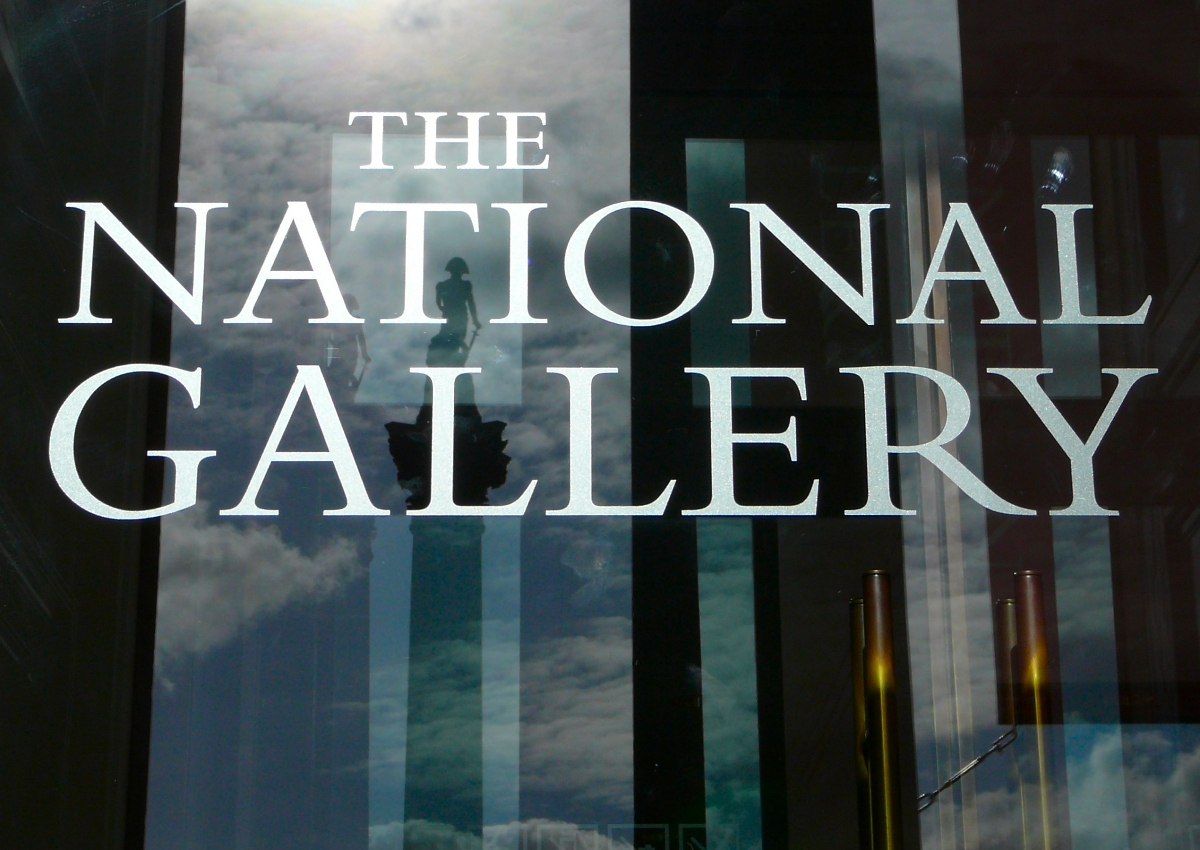
Reflet de la colonne Nelson sur l'entrée principale.

La National Gallery (en français, la Galerie nationale) fondée en 1824, est un musée situé à Londres en Angleterre et occupant le nord de Trafalgar Square depuis 1838. Elle détient un patrimoine artistique composé principalement de peintures datant de 1250 à 1900, les œuvres plus récentes étant abritées à la Tate Modern. La collection permanente de 2 300 peintures appartient à l'État britannique et son accès est gratuit. Seules les expositions temporaires sont soumises à un prix d'entrée. La Gallery est un « organisme public non ministériel » rattaché au département du Numérique, de la Culture, des Médias et du Sport britannique.
Les débuts de la National Gallery furent modestes, à la différence du musée du Louvre à Paris ou du musée du Prado à Madrid, car la collection ne fut pas fondée par la nationalisation d'œuvres d'art appartenant à la famille royale ou à des nobles, ni par l'acquisition de collections massives. L'essor de la Gallery débuta avec l'achat de seulement 38 peintures au banquier John Julius Angerstein en 1824. La Gallery fut ensuite conçue par ses premiers directeurs, en particulier Sir Charles Lock Eastlake et ses collections ont été enrichies par des donations privées pour les deux tiers des œuvres.
La National Gallery conserve quelques-uns des tableaux considérés comme les plus beaux du monde et si l'on peut y admirer quelques œuvres nationales (William Turner, John Constable, Thomas Gainsborough), l'essentiel est constitué de tableaux étrangers qui couvrent l'histoire de l'art du Moyen Âge à la fin du XIXe siècle.

## Histoire

### La nécessité de la National Gallery

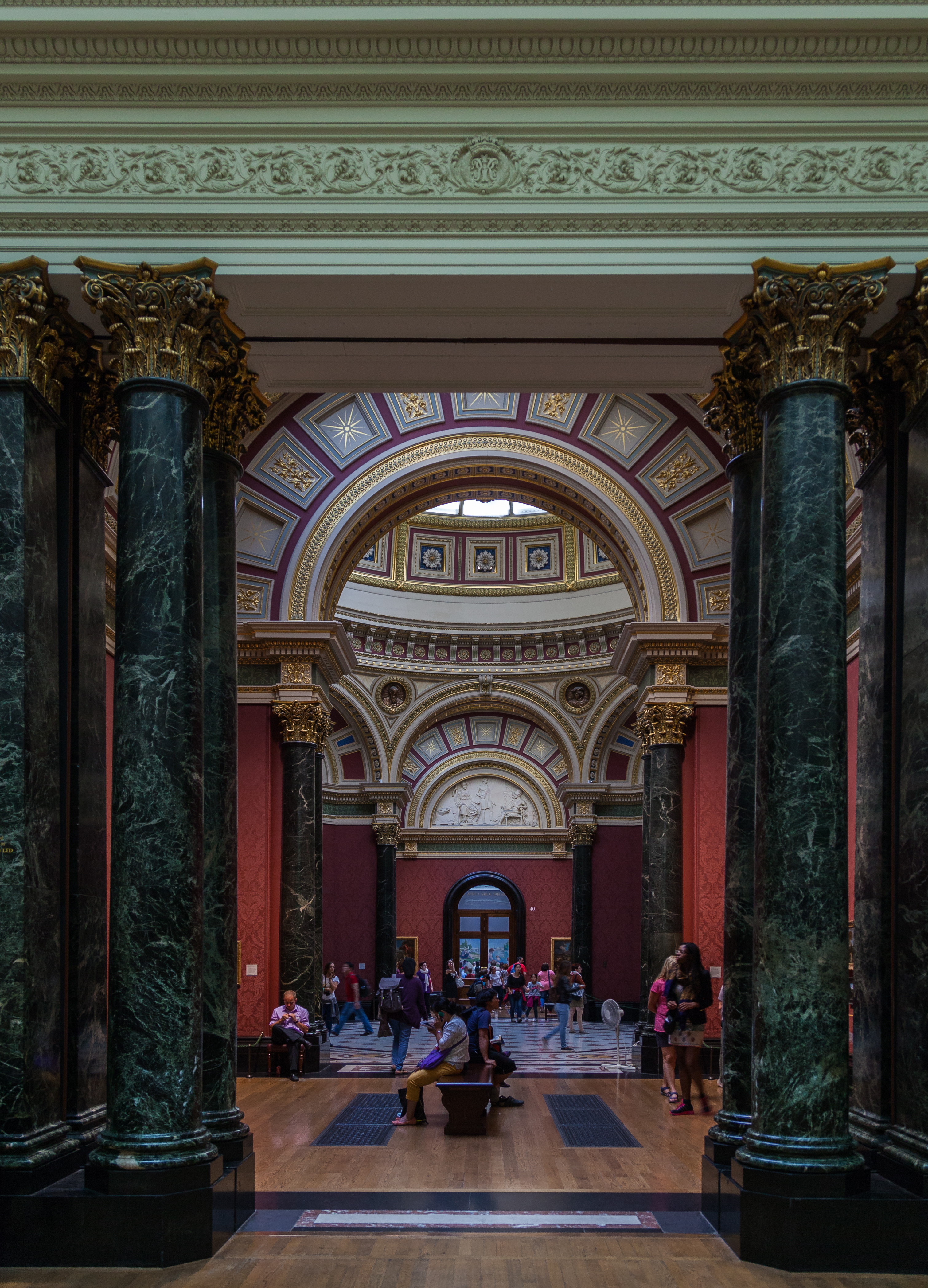
Vue de l'intérieur, colonnades des Barry Rooms.

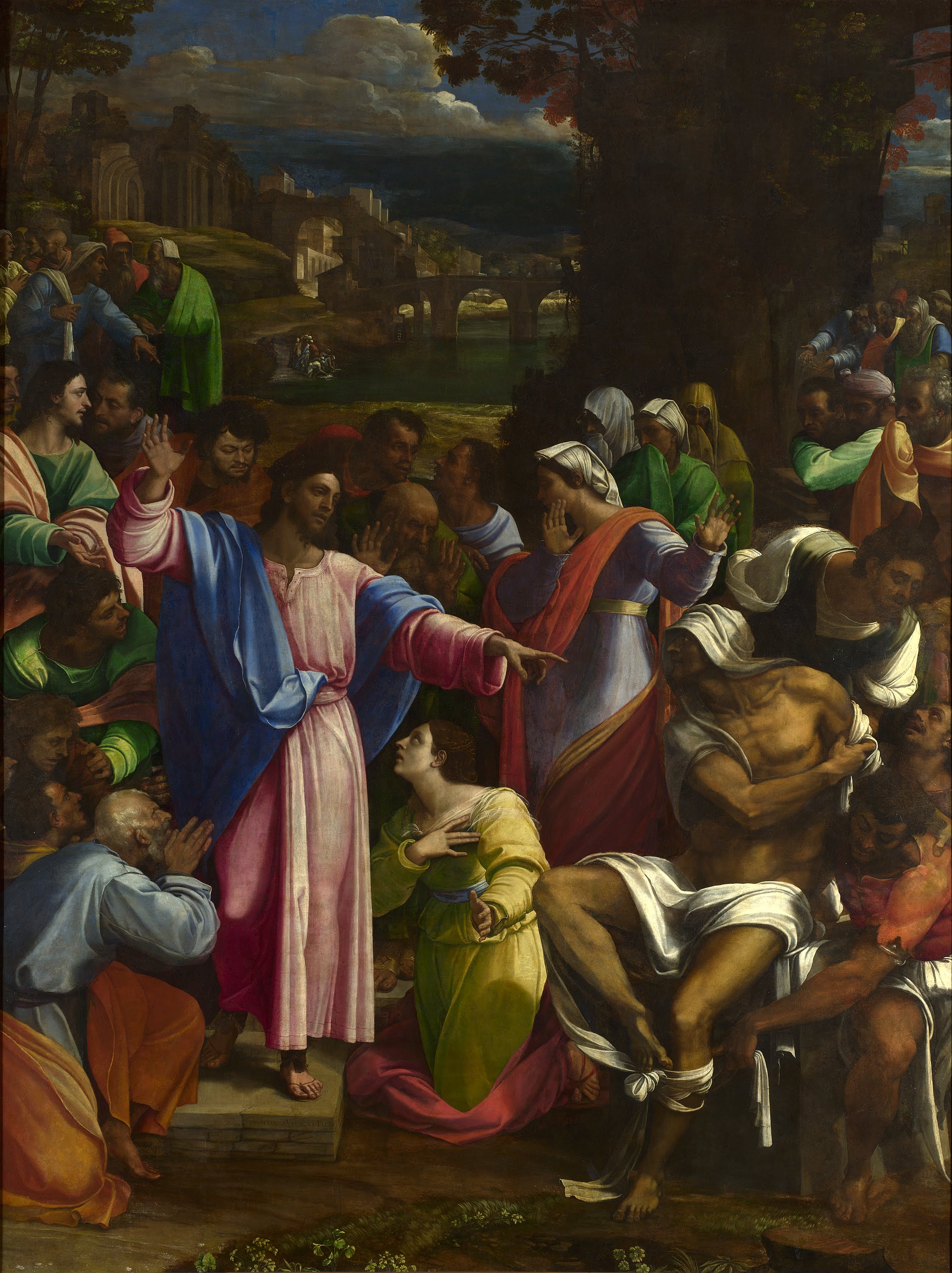
La Résurrection de Lazare (1519)
Sebastiano del Piombo
National Gallery, Londres

La fin du XVIIIe siècle a vu la nationalisation de nombreuses collections royales ou princières à travers l'Europe. La collection royale bavaroise (Alte Pinakothek, Munich) ouvrit au public en 1779, celle des Medici à Florence vers 1789 (galerie des Offices) et le Louvre en 1793, à partir de la collection royale française. En Grande-Bretagne, ce modèle ne fut pas imité et la Royal Collection est toujours la propriété, en fiducie, de la monarchie.
En 1777, le gouvernement britannique eut l'opportunité d'acheter une collection d'art de classe internationale lorsque les descendants de Robert Walpole mirent sa collection en vente. Le parlementaire John Wilkes affronta le gouvernement pour le convaincre d'acheter cet « inestimable trésor » et suggéra de le placer dans « un musée... qui sera bâti dans les jardins du British Museum ». L'appel de Wilkes ne fut pas entendu et vingt ans plus tard, la collection fut intégralement rachetée par Catherine de Russie et est désormais visible au musée de l'Ermitage de Saint-Pétersbourg.
Le projet d'acquérir environ cent-cinquante peintures de ce qui restait de l'énorme collection de la maison d'Orléans, originellement liquidée petit à petit par Louis-Philippe d'Orléans à partir de 1788, échoua également malgré l'intérêt conjoint du roi et du Premier ministre William Pitt, qui, en 1798, ne réussirent pas à déjouer d'interminables manœuvres financières entre l'héritier du banquier Jean-Joseph de Laborde et l'industriel Francis Egerton : cette transaction est l'une des plus importantes de l'histoire du marché de l'art. Cependant, vingt-cinq œuvres appartenant à cette collection sont parvenues à la National Gallery, par d'autres biais. En 1799, le marchand d'art Noël Desenfans fit à l'État britannique une offre de rachat d'une collection prestigieuse. Celle-ci avait été originellement établie avec l'aide de son partenaire Francis Bourgeois pour le roi de Pologne Stanislas II, juste avant la dissolution du pays. L'offre fut déclinée et Bourgeois fit don de cette collection à son ancienne école, à Dulwich, à sa mort en 1814, où fut fondée la Dulwich Picture Gallery. En 1803, deux autres offres de collections furent faites au gouvernement, l'une par l'Écossais William Buchanan et l'autre par le collectionneur Joseph Count Truchsess mais toutes deux furent également déclinées.
À la suite de la vente de la collection de Walpole, de nombreux artistes, tels que James Barry et John Flaxman émirent une nouvelle fois l'idée de l'établissement d'une galerie nationale. Pour eux, l'École anglaise de peinture ne pourrait se développer qu'en étant en relation avec les canons européens. La British Institution, fondée en 1805 par un groupe d'aristocrates érudits, essaya de changer cette situation. Les membres prêtèrent des œuvres aux expositions qui changeaient annuellement, tandis que des ateliers et des rencontres artistiques étaient organisés tous les étés. Cependant, l'intérêt des peintures prêtées était souvent médiocre et certains artistes quittèrent la British Institution, considérant que celle-ci avait pour seule motivation de faire gonfler les prix des peintures de maîtres. L'un des fondateurs de l'Institution, George Beaumont, devait cependant jouer un rôle majeur dans la fondation de la National Gallery en lui offrant seize peintures.
En 1823, une autre collection majeure fut mise sur le marché. Celle-ci avait été réunie par John Julius Angerstein, un courtier d'assurances et mécène londonien d'origine russe ; sa collection de trente-huit œuvres comprenait des travaux de Raphaël et la série Marriage A-la-Mode de William Hogarth. Le 1er juillet 1823, George Agar-Ellis, un politicien, proposa à la Chambre des communes de se porter acquéreur de la collection, ce qui relança l'intérêt des politiques pour l'offre de Beaumont, qui s'accompagnait de deux conditions : que le gouvernement achète la collection d'Angerstein et qu'un bâtiment adapté soit fourni. Un remboursement inattendu d'une dette de guerre de la part de l'Autriche datant de 1814 fit pencher le gouvernement, qui acheta la collection d'Angerstein pour 57 000 £. La première toile à être enregistrée est La Résurrection de Lazare (1517-1519) de Sebastiano del Piombo et porte l'inscription « NG01 » ; elle provient de l'ancienne collection de la maison d'Orléans.

### Fondation et débuts

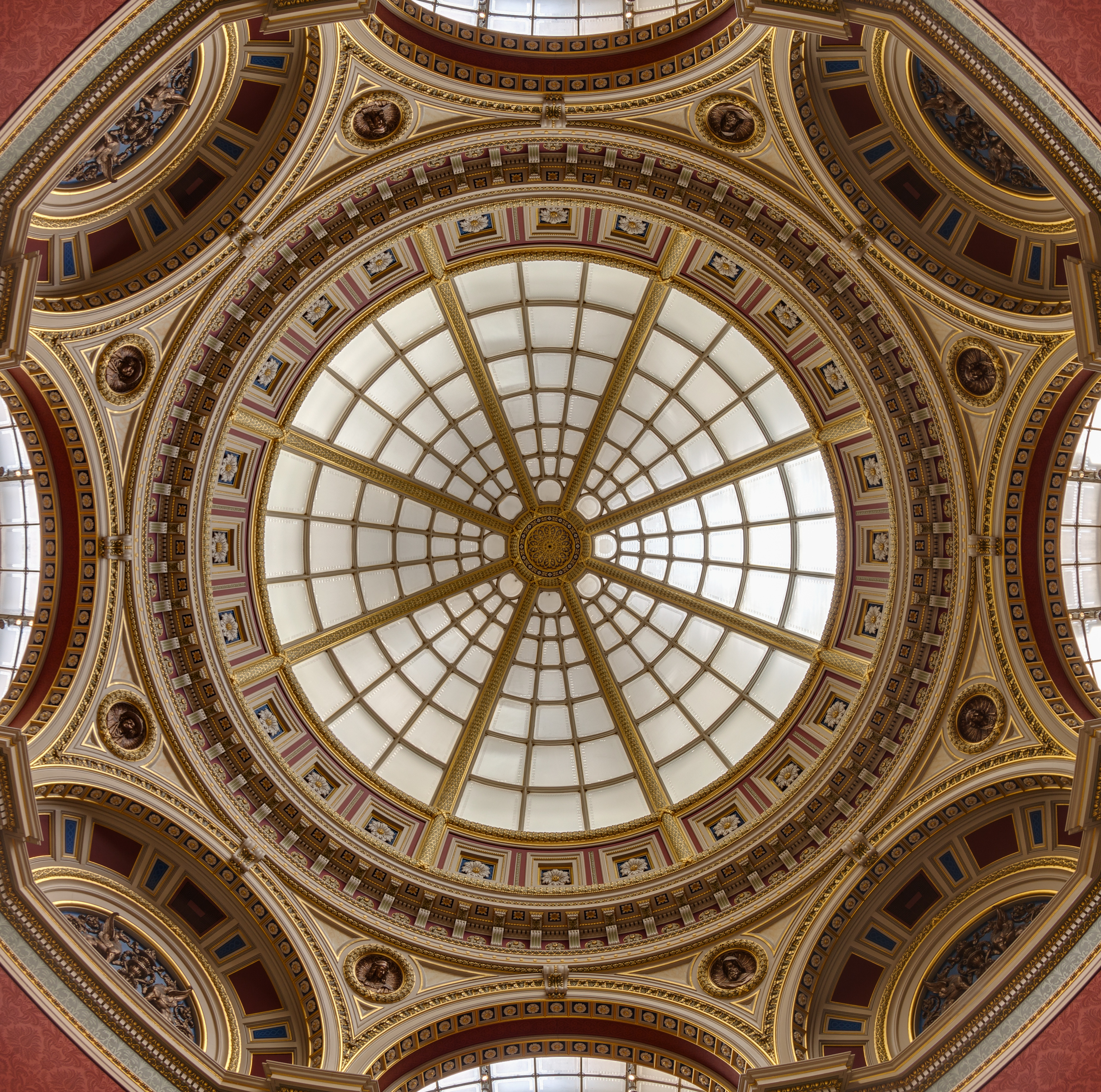
Coupole de la salle no 36 des Barry Rooms de la National Gallery.

La National Gallery ouvrit au public le 10 mai 1824, hébergée dans une des anciennes demeures d'Angerstein, située au 100 Pall Mall. Les peintures d'Angerstein furent rejointes par celle de Beaumont en 1826, et en 1828, le révérend William Holwell légua trente-quatre peintures. Initialement, le conservateur royal, William Seguier, eut en charge la gestion de la Gallery mais en juillet 1824, une partie de ses responsabilités fut transmise à un conseil d'administration nouvellement formé.
La National Gallery de Pall Mall était souvent remplie de visiteurs et sa taille, réduite par rapport à celle du Louvre, était source d'embarras au niveau national. Mais Agar-Ellis, un des administrateurs de la Gallery, jugeait le site comme « lieu de passage incontournable de Londres » ; c'était un élément indispensable pour que la Gallery accomplisse son rôle social. Un affaissement de terrain au no 100 entraîna un déménagement de la Gallery au no 105 de la même rue, qui fut décrite par le romancier Anthony Trollope comme « étroite, miteuse, morne et inadaptée à l'exposition de trésors qui s'y tenait ». De plus, elle devait être détruite pour ouvrir une route vers Carlton House Terrace.
En 1832, commence la construction d'un nouveau bâtiment sous la direction de William Wilkins, à l'intersection de Charing Cross et Trafalgar Square, entre les riches quartiers du West End et ceux, défavorisés, situés plus à l'est, situation que les politiques jugèrent au début judicieuse. Le brassage social, rendre possible l'accès de ces collections à tous, était le but recherché : quand la pollution frappa le cœur de Londres au début des années 1850, on envisagea de déplacer la collection vers South Kensington, mais le parlement finit par rejeter cette proposition en 1857. Les toiles restèrent dans l'aile gauche du batiment jusqu'en 1868.

### Développements de 1850 à 1900
Durant les trente premières années, les administrateurs se portèrent acquéreur uniquement de toiles issues de la Haute Renaissance. Ne prenant aucun risque, la direction perdit de nombreuses opportunités d'achats ; une période d'inactivité fut même constatée entre 1847 et 1850. Un rapport de la commission parlementaire en 1851 suggéra la création d'un poste de directeur ayant droit de véto, afin d'en finir avec ce système. Contre toute attente, Charles Lock Eastlake devint le premier président du musée, sur recommandation expresse du prince Albert et du Premier Ministre, lord Russell. Eastlake venait de former l'Arundel Society, un comité d'experts en art promis à un grand avenir, nommée ainsi en hommage au comte d'Arundel (1585-1646) qui posséda l'une des plus grandes collections d'Europe.
Eastlake appréciait les primitifs italiens et les maîtres de la Première Renaissance, jusqu'alors négligés par la National Gallery mais pas par les critiques d'art. Il entreprit divers voyages en Europe, et particulièrement en Italie, se chargeant lui-même de prospecter au nom du musée. En tout, il fit acheter 148 toiles à l'étranger et 46 en Grande-Bretagne, dont l'un des panneaux de la Bataille de San Romano d'Uccello. Il accumula également une importante collection personnelle qu'il savait ne pas intéresser les administrateurs, mais, à sa mort, il s'arrangea pour léguer celle-ci au musée, soutenu en cela par William Boxall, son successeur à la direction.
Le manque d'espace fut, à cette époque, le principal problème de la Gallery. En 1845, l'industriel Robert Vernon (1774–1849) fait un important don de toiles ; la plupart sont alors laissées dans un local transitoire situé au 50 Pall Mall, la propre maison du donateur, puis trouvent refuge à la Marlborough House. Les choses empirèrent quand, en 1851, J. M. W. Turner légua son atelier à la nation : vingt toiles d'importance furent transférées à la Marlborough en 1856. Puis, le conservateur en chef, Ralph Nicholson Wornum (en), assisté de John Ruskin, travaillèrent à réunir l'œuvre en un seul tenant, et à côté de celles de Claude Lorrain, respectant à la lettre les dernières volontés de Turner, sans que soit aujourd'hui réunit pour autant l'intégralité du legs : certaines toiles de Turner sont depuis 1985 à la Clore Gallery, près de la Tate.
Le troisième directeur, Frederic William Burton, inaugura une politique d'achat tournée vers les peintres du XVIIIe siècle et fit de belles acquisitions auprès de collectionneurs privés britanniques. En 1885, issus du palais de Blenheim, le Retable Ansidei de Raphaël et le Portrait équestre de Charles Ier d'Antoine van Dyck entrent dans les collections, pour 87 500 £ (plus de 2,15 millions de francs-or), allouées par le Trésor britannique, une somme alors record. On parla même d'un « âge d'or de la collection » ; cependant, les années suivantes, l'allocation gouvernementale se réduisit sensiblement. Aussi, en 1890, quand se présenta l'opportunité d'acquérir Les Ambassadeurs de Hans Holbein le Jeune auprès du comte de Radnor, l'institution fit appel pour la première fois de son histoire aux dons privés. En 1897, la Gallery met sur pied la National Gallery of British Art, qui devait devenir plus tard la Tate Gallery, un espace réservé aux peintres britanniques nés après 1790 et d'abord installé à Millbank. Les toiles d'Hogarth, Turner et John Constable restèrent cependant sur le site de Trafalgar Square.

### XXesiècle
La crise agricole qui frappe l'Angleterre au début du XXe siècle conduit de nombreuses familles d'aristocrates à vendre leurs collections ; le marché de l'art, loin d'être saturé, se trouve alors en état de surchauffe de fait d'une nouvelle demande, venant des Américains enrichis à l'époque du Gilded Age. L'institution ne peut suivre, les cotes s'envolent, et pour contrer cette fuite du patrimoine anglais en dehors des frontières, est fondé le National Art Collections Fund, regroupant collectionneurs et donateurs décidés à faire barrage aux achats américains au nom de la National Gallery. Leur première acquisition remarquable est la Vénus à son miroir de Diego Vélasquez en 1906. De leurs côtés, les legs se poursuivirent. En 1909, le chimiste et industriel Ludwig Mond offre 42 toiles de maîtres italiens. On compte aussi les legs de George Salting (en) en 1910, d'Austen Henry Layard en 1916, de l'Irlandais Hugh Lane en 1917 ; ce dernier legs donna lieu à une interminable procédure entre la National Gallery et la ville de Dublin, où l'on peut admirer une grande partie des toiles impressionnistes de sa collection, à la Hugh Lane Gallery.
L'hostilité des administrateurs à l'égard des peintres français modernistes prit fin en 1923, quand Samuel Courtauld constitua un fond d'acquisition spécial qui lui permit d'abord d'acheter pour le compte de la Gallery Une baignade à Asnières de Georges Seurat. En 1932, la National Gallery of British Art est renommée Tate Gallery en hommage à Henry Tate, le riche magnat du sucre qui avait dès 1900 légué à la nation sa collection de tableaux modernes.
Peu de temps avant le déclenchement de la Seconde Guerre mondiale, les toiles sont déménagées hors du musée et mises à l'abri en différents lieux situés en Grande-Bretagne. En juin 1940, on pensa même les mettre en sécurité au Canada, mais Winston Churchill écrivit un télégramme au directeur Kenneth Clark lui ordonnant de « les mettre dans des grottes ou dans des caves, mais qu'aucune de ces toiles ne devait quitter les îles ». Elles furent donc transférées dans les carrières de Manod, près de Blaenau Ffestiniog, au pays de Galles. Les locaux évacués de la Gallery servirent durant le conflit à remonter le moral des troupes et des londoniens, on y organisa des concerts mais aussi des expositions temporaires de peintures. Elles permirent de montrer des travaux de Ben Nicholson, Jack Butler Yeats, Paul Nash, Henry Moore et Stanley Spencer. En 1941, une initiative intéressante fut prise : chaque mois, une toile était extraite de Manod et exposée à la Gallery. Cette opération appelée Picture of the Month commença par une toile de Rembrandt, le Portrait de Margaretha de Geer. Miraculeusement, le Blitz épargna le musée qui put accueillir l'intégralité de la collection en 1945.
Les prix des peintures de maîtres anciens mais aussi des modernes comme les impressionnistes et les post-impressionnistes s'envolèrent après la guerre : la National Gallery se retrouvait de nouveau face à une impasse financière. Aussi, le Art Fund permit-il de maintenir une politique d'achat. Parmi les acquisitions le plus remarquables l'on compte La Vierge, l'Enfant Jésus avec sainte Anne et saint Jean-Baptiste de Leonardo da Vinci en 1962 et La Mort d'Actéon du Titien en 1972. Les subventions gouvernementales furent suspendues en 1985 ; J. Paul Getty venait de faire un don de cinquante millions de £ à la Gallery. En avril, John Sainsbury, patron des magasins Sainsbury's, et deux membres de sa famille font un important don. Cet argent permet de construire sur le site de Trafalgar une nouvelle aile baptisée du nom des donateurs, la Sainsbury Wing, conçue par le cabinet Venturi Scott Brown & Associates en 1991.
Le nouveau directeur Neil MacGregor lance alors l'idée d'un nouvel accrochage pour l'ensemble des peintures ; l'ordre chronologique est revu, les toiles du siècle passé réorganisées, certains lieux sont restaurés. En 1999, le musée reçoit un legs comprenant 26 toiles de maîtres du baroque italien de la part de Denis Mahon, une peinture largement sous-estimée par l'institution depuis 1945 et dont la cote avait atteint des sommets entretemps.
Depuis 1989, le musée accueille en résidence des artistes contemporains pour une durée moyenne de deux ans. Ont été reçus entre autres Paula Rego, Peter Blake, Ana Maria Pacheco, Ron Mueck, Michael Landy.
En 1996 ont été plus clairement définis les champs d'expertises entre la National et la Tate : par convention, 1900 est la date limite choisit pour délimiter la répartition des toiles entre les deux espaces, et cette année-là, soixante peintures postérieures à 1900 partent pour la Tate.

### Depuis 2000
Les années 2000 ont commencé avec trois grandes campagnes de levées de fonds. La première a permis d'acheter La Vierge aux œillets de Raphaël en 2004 pour 34,88 millions de £ ; la deuxième concernait le Diane et Actéon du Titien en 2008 acquis pour la somme de cinquante millions de £, la même somme étant versée également pour une autre œuvre du Titien, Diane et Callisto en 2012, au profit du propriétaire, Francis Egerton, 7e duc de Sutherland. Ces montants ont fait bondir une partie de la presse et fait grincer les dents de certains critiques d'art. La démission du directeur Charles Saumarez Smith est le résultat de cette crise. En 2008, la National Gallery of Scotland s'est associée à cette première campagne d'achat via le gouvernement écossais qui a mobilisé 17,5 millions. Le National Heritage Memorial Fund a fourni dix millions, tandis que le Art Fund, un million, le gouvernement britannique payant la différence. Pour la deuxième tranche, Sutherland a baissé son prix de vente à 45 millions ; le gouvernement écossais a lancé une vaste campagne de mobilisation et a récolté les 45 millions demandés en mars 2012 avec l'aide de l'Heritage Lottery Fund (en).
En 2014, Frederick Wiseman produit un documentaire sur les personnels travaillant à la National Gallery.
Présenté à la National Gallery en 2008 lors de l'exposition Renaissance Faces: Van Eyck to Titian, le Portrait d'un jeune homme au chapeau rouge du Pontormo, reste en prêt jusqu'à son acquisition en 2015 par le collectionneur américain J. Tomilson Hill et fait l'objet d'une interdiction de sortie du territoire jusqu'au rassemblement par le musée britannique de la somme de trente millions de livres sterling permettant son acquisition,. En 2017, son nouveau propriétaire refuse la transaction estimant que la somme prévue initialement est dévalorisée par la baisse subie par la livre à la suite du brexit et lui ferait perdre dix millions de dollars,. Dans le même temps, la secrétaire d'État à la culture, Karen Bradley refuse d'accorder la licence d'exportation du tableau considéré comme trésor national : J. Tomilson Hill doit le vendre ou le conserver au Royaume-Uni et ne pourra demander à nouveau une licence avant une période de dix ans. Dans l'attente le tableau n'est plus exposé et est conservé dans un stockage à température contrôlée.

## Collection
Voici, en ordre chronologique, un choix de trente chefs-d'œuvre de peinture de la National Gallery, selon une sélection établie dans la brochure officielle offerte aux visiteurs :

Moyen Âge, Renaissance
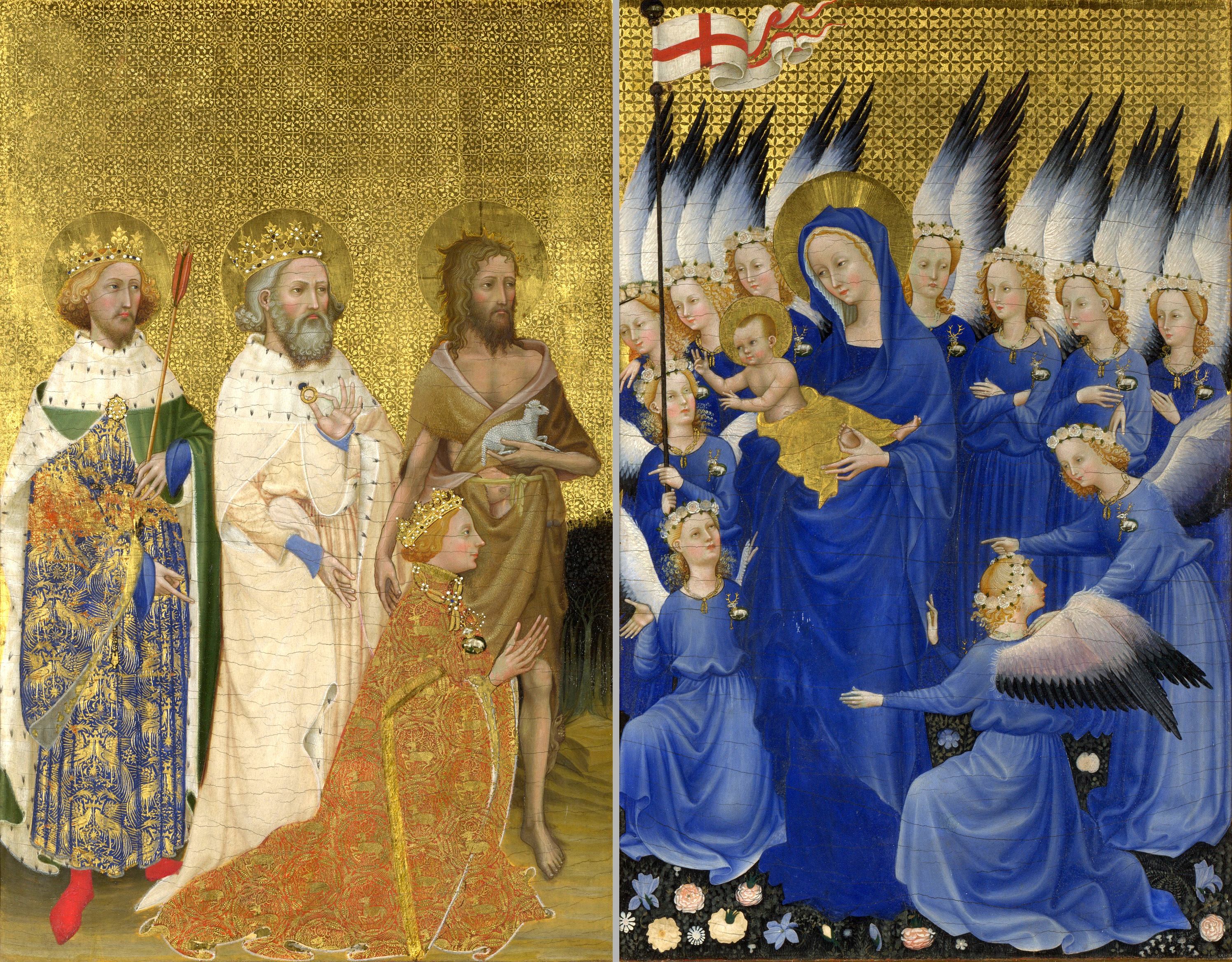
Anonyme, Diptyque de Wilton, 1395-1399.
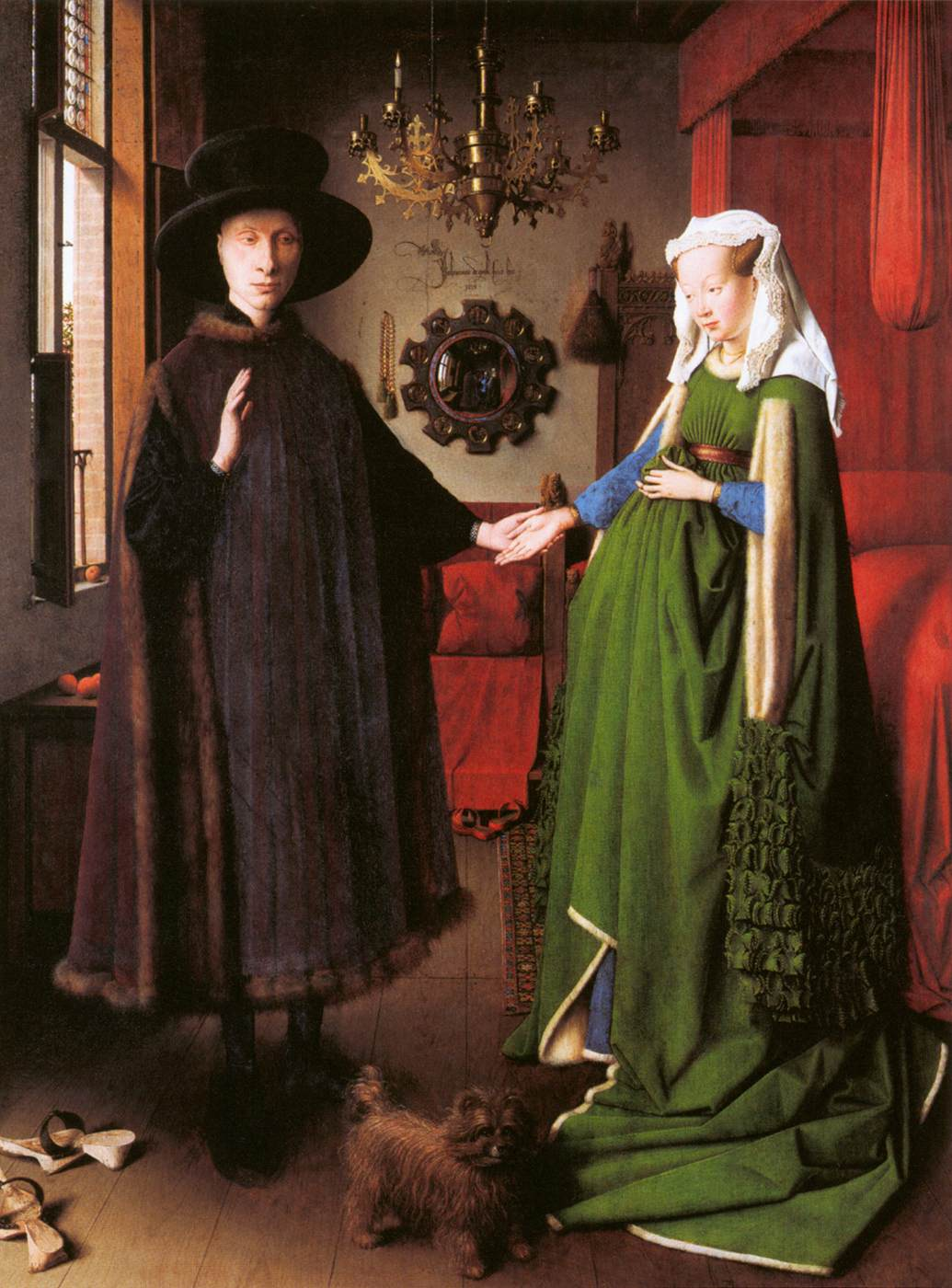
Jan van Eyck, Les Époux Arnolfini, 1434.
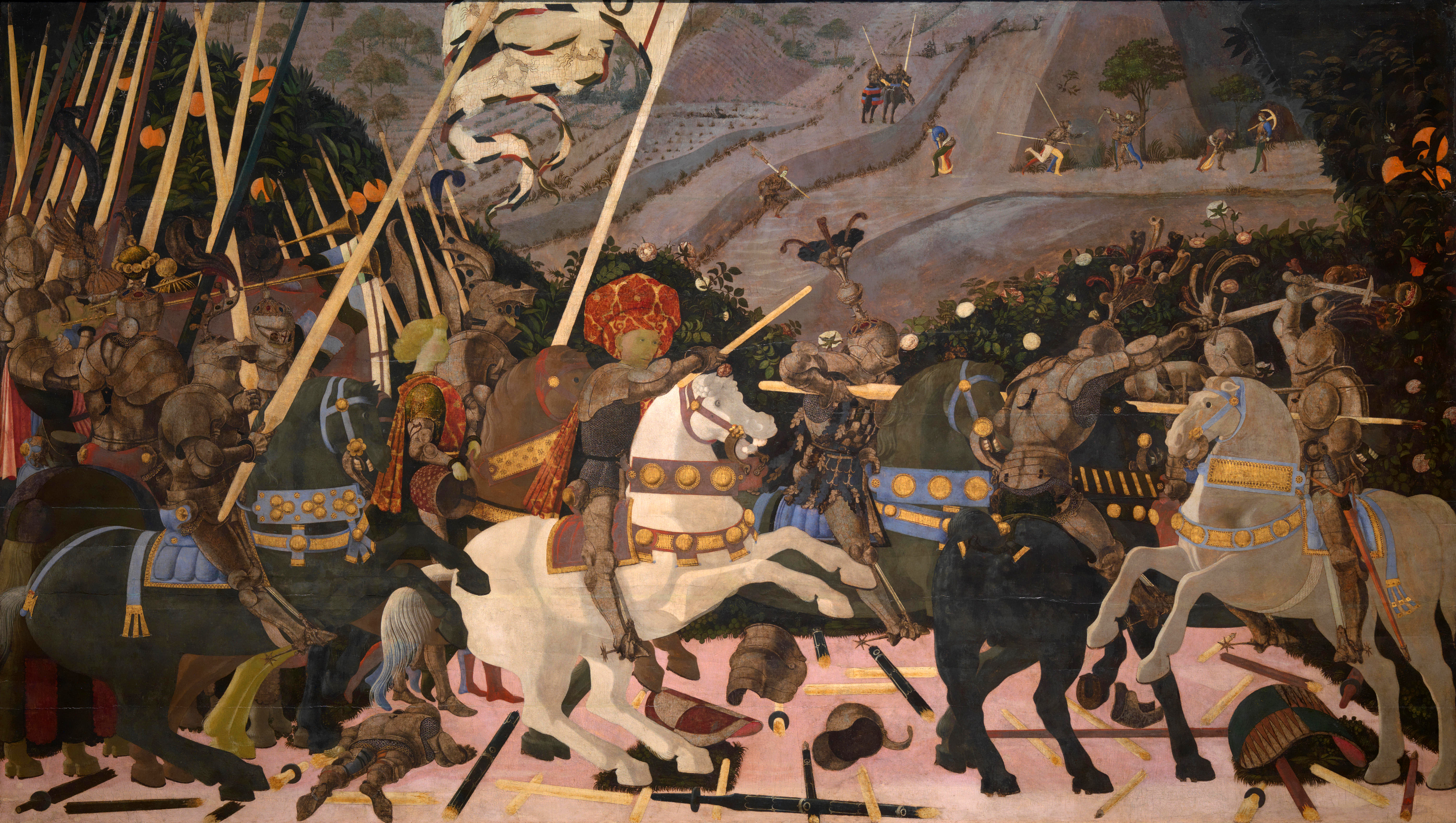
Paolo Uccello, Bataille de San Romano, 1438.
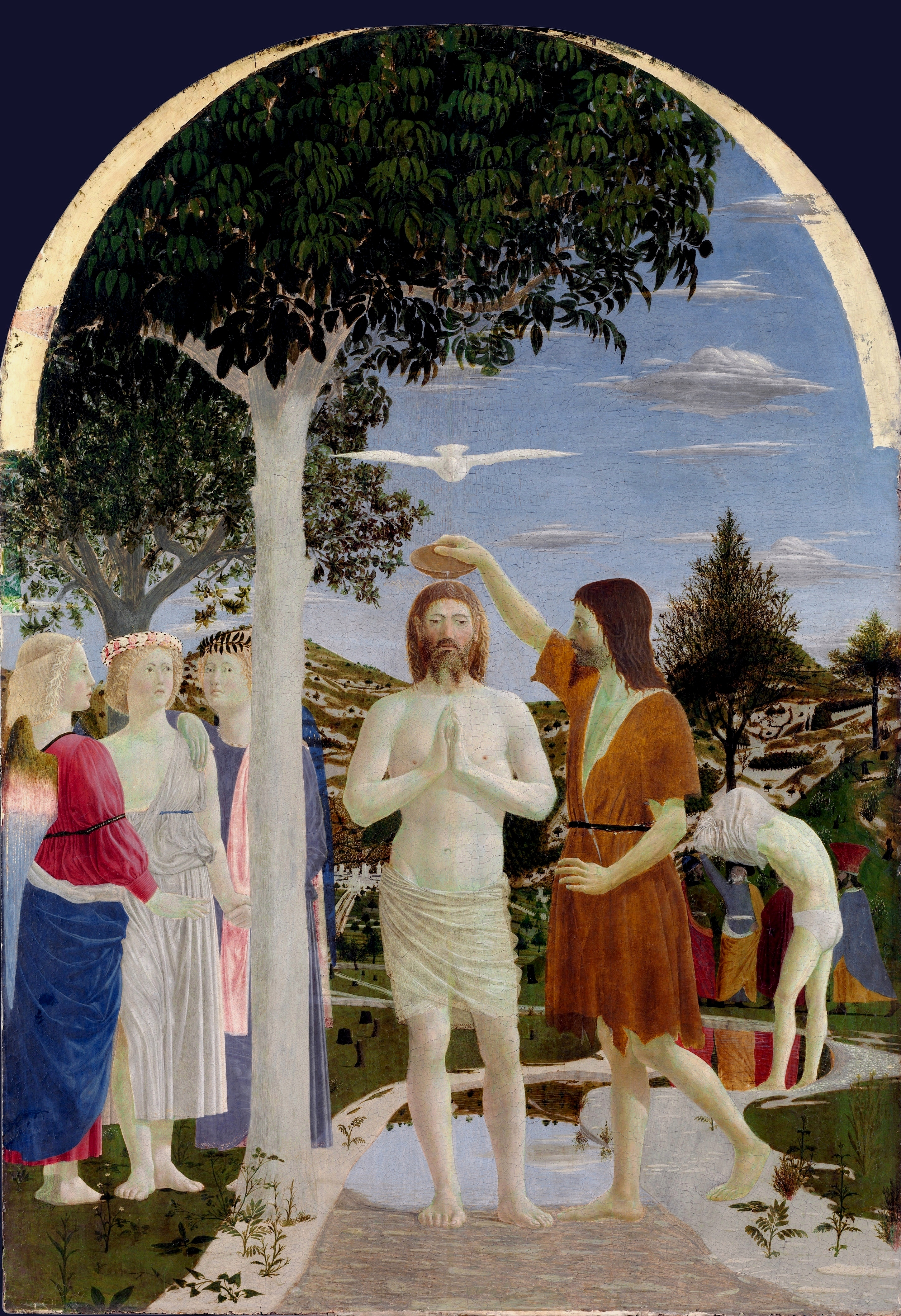
Piero della Francesca, Baptême du Christ (Piero della Francesca), 1448-1450.
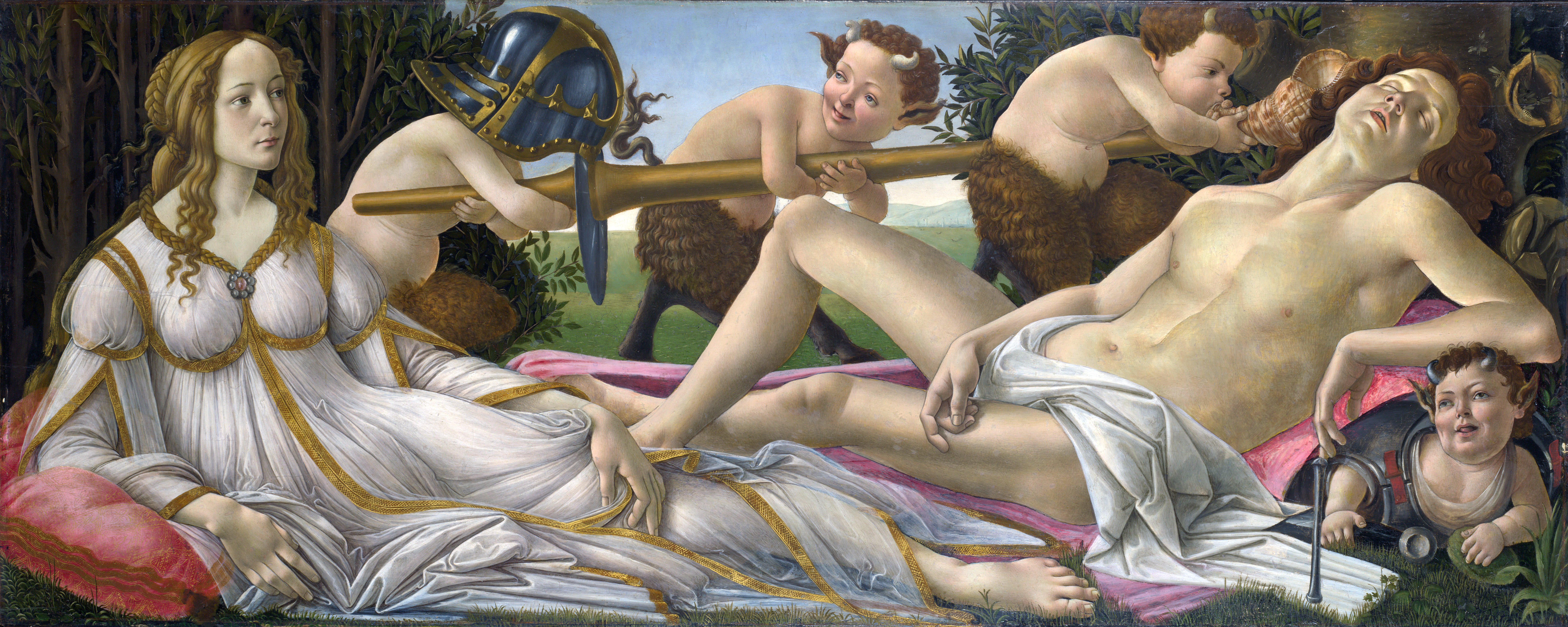
Sandro Botticelli, Vénus et Mars, 1483.
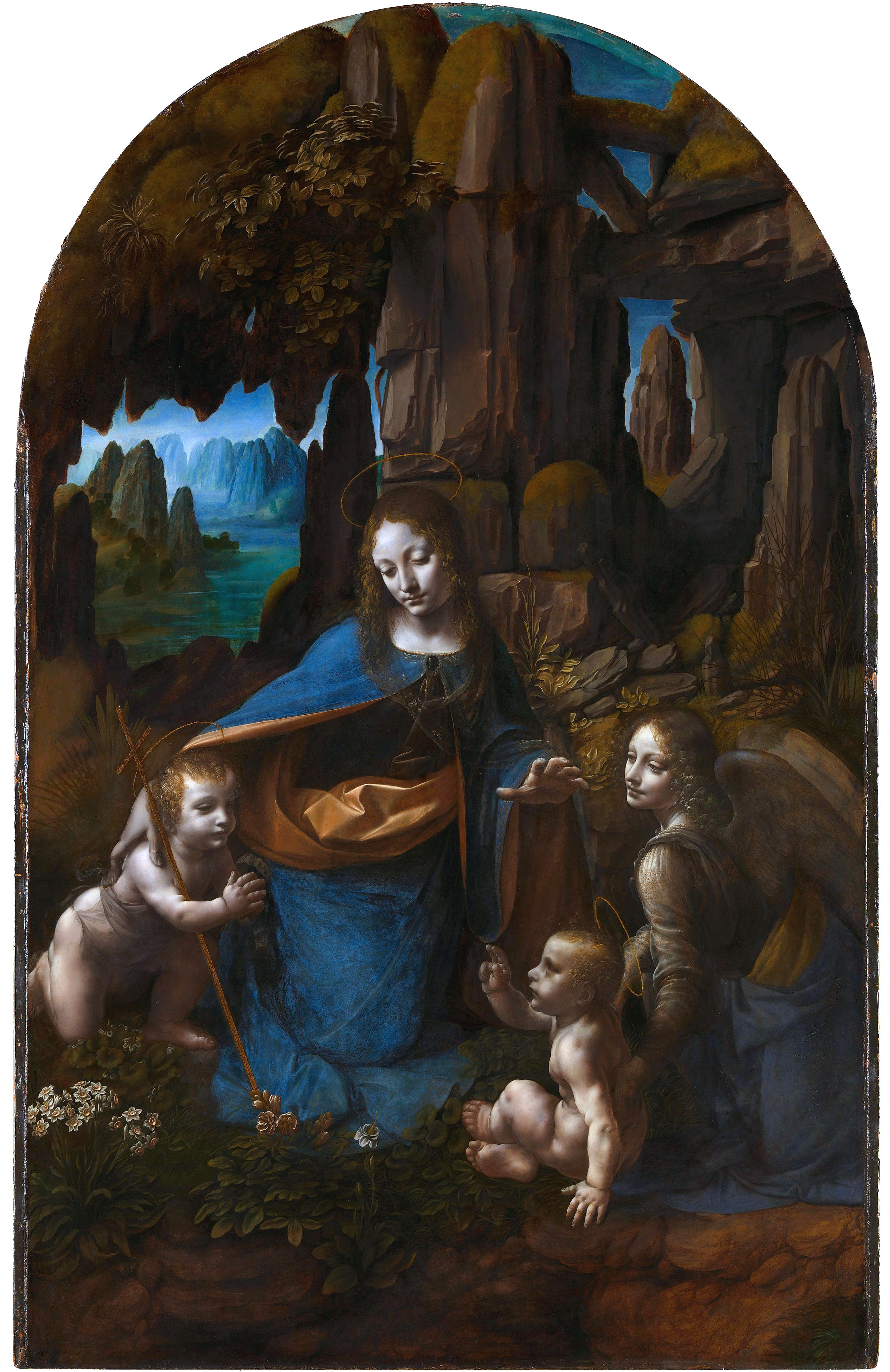
Léonard de Vinci, La Vierge aux rochers, 1495-1508.
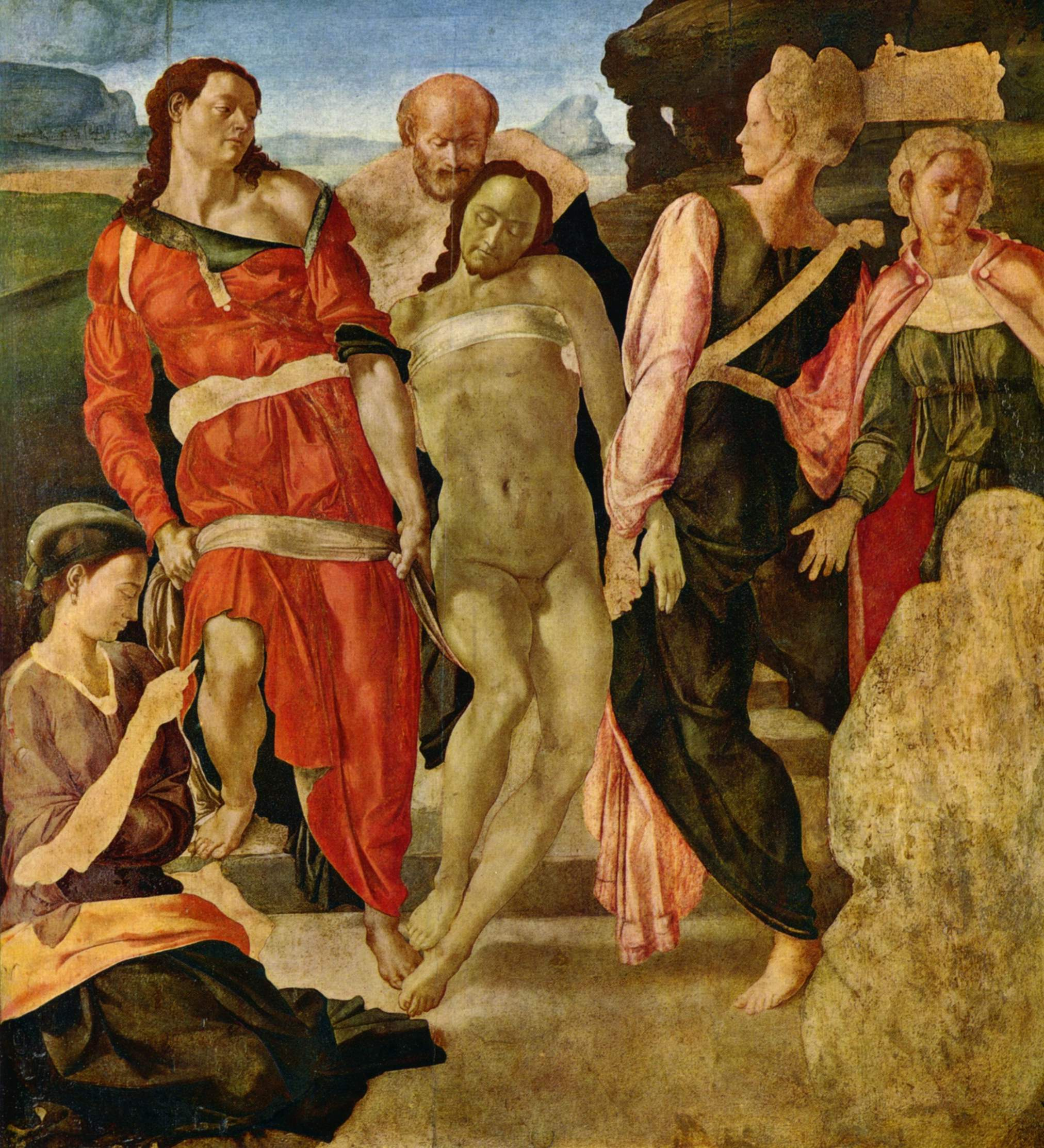
Michel-Ange, La Mise au tombeau, 1500-1501,
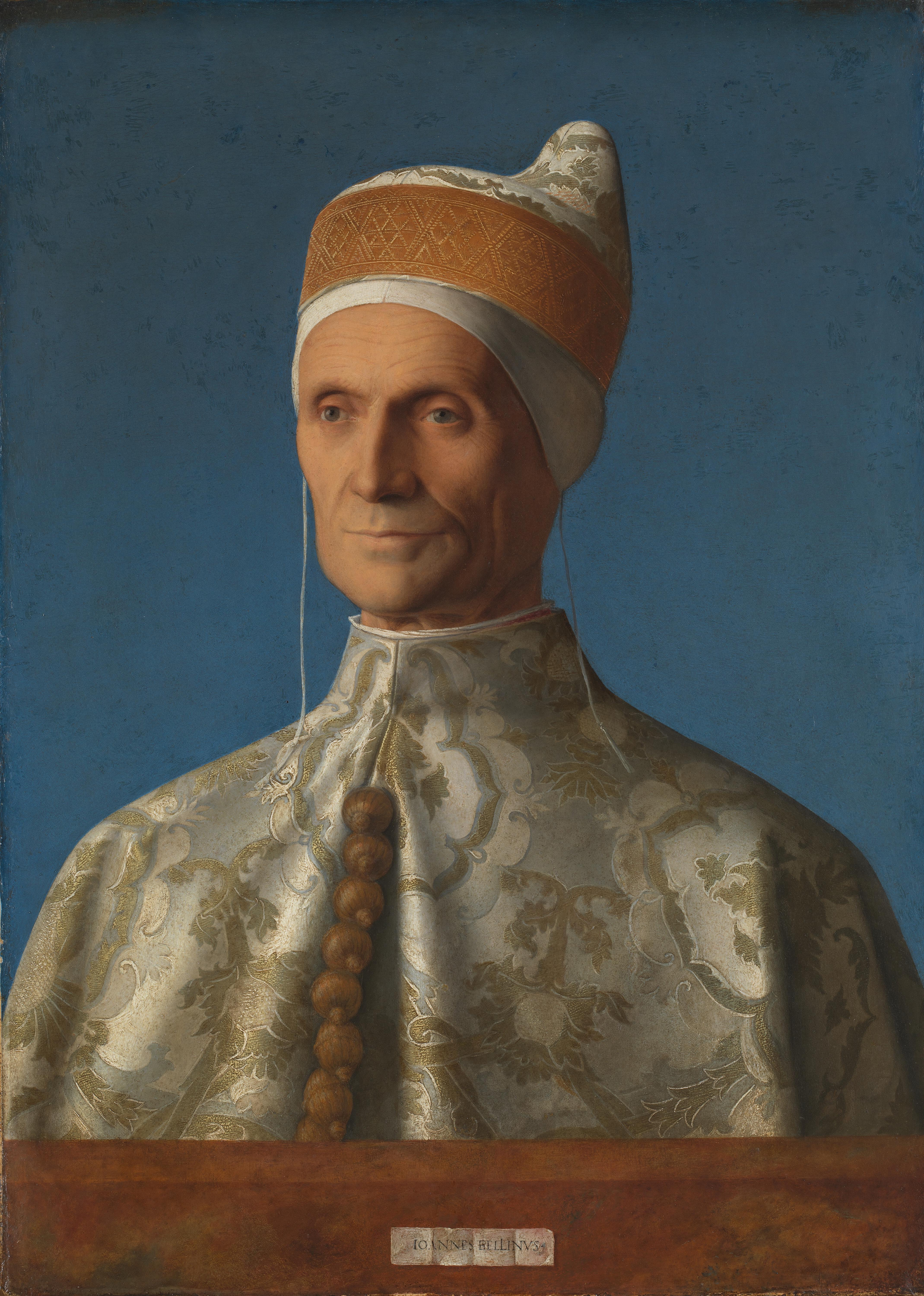
Giovanni Bellini, Portrait du doge Leonardo Loredan, 1501-1502.
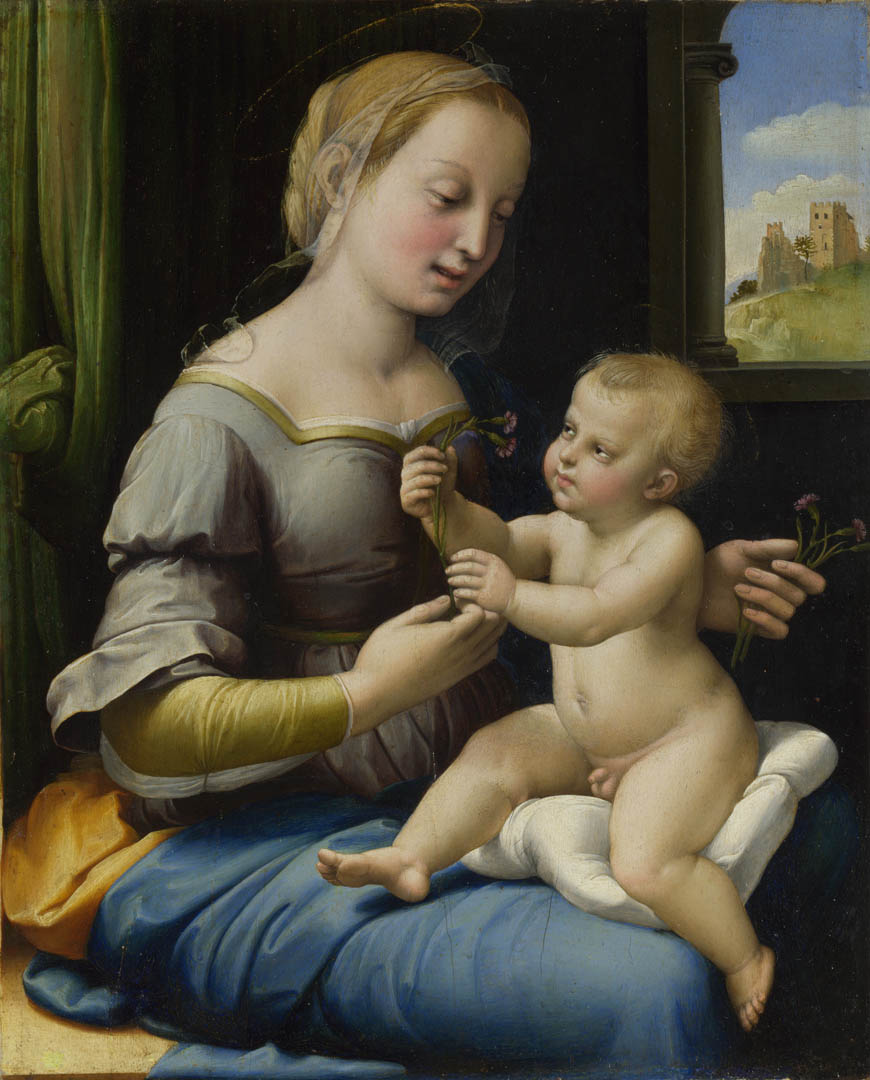
Raphaël, La Vierge aux œillets, 1506-1507.
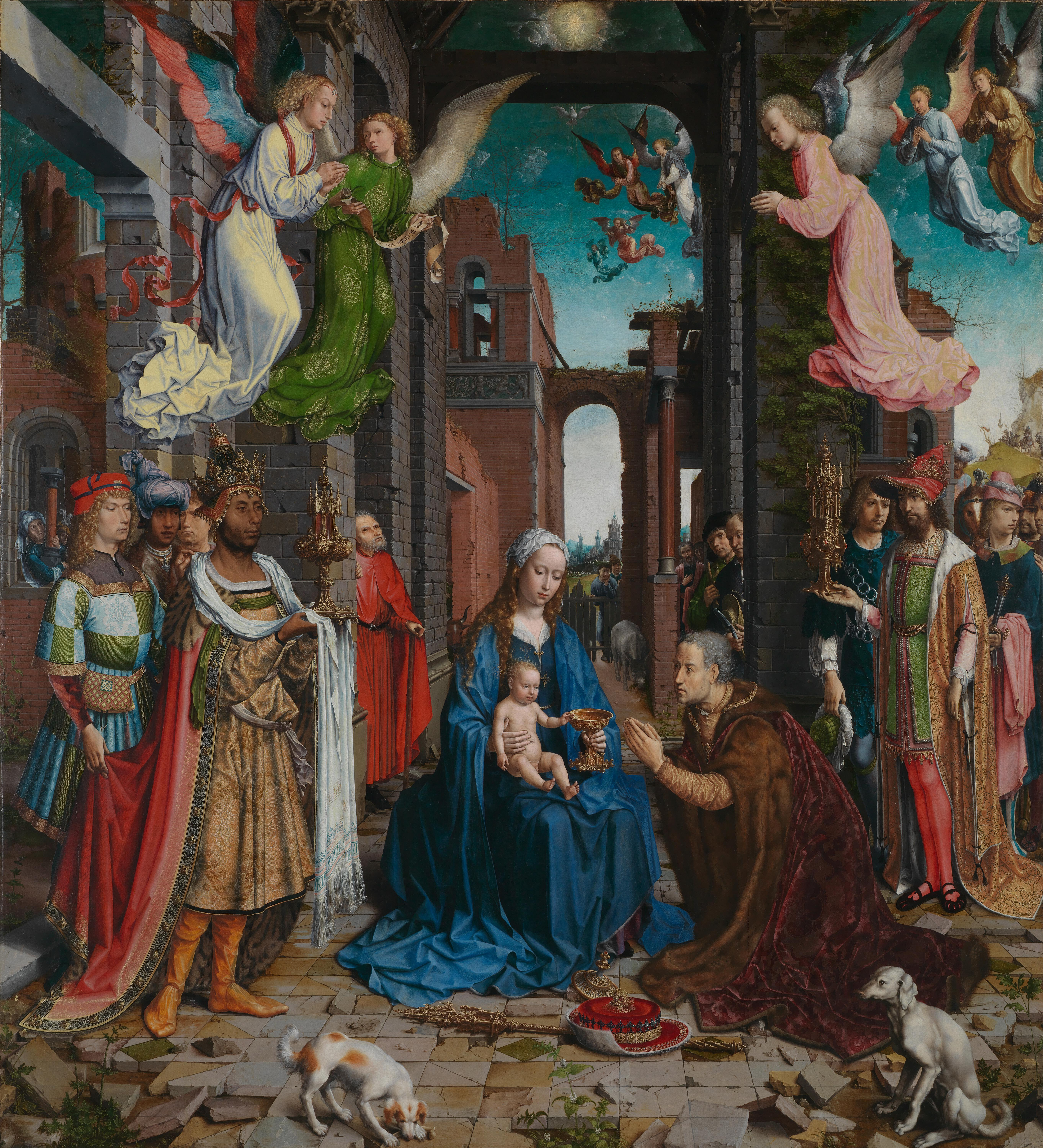
Jan Gossaert, L'Adoration des mages (Mabuse), 1510-1515.
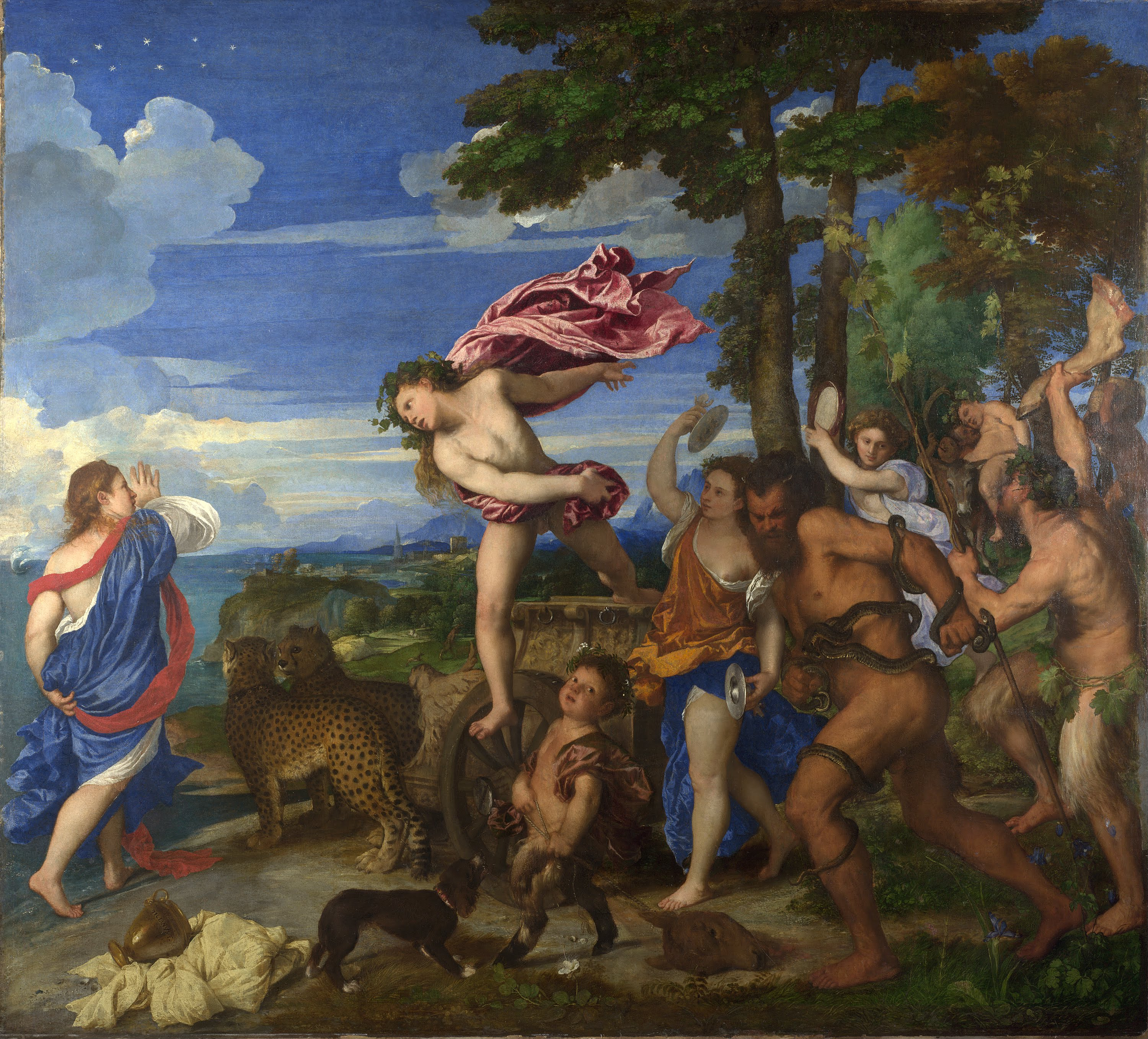
Titien, Bacchus et Ariane, 1520-1523.
Hans Holbein le Jeune, Les Ambassadeurs, 1533.

XVIIe siècle
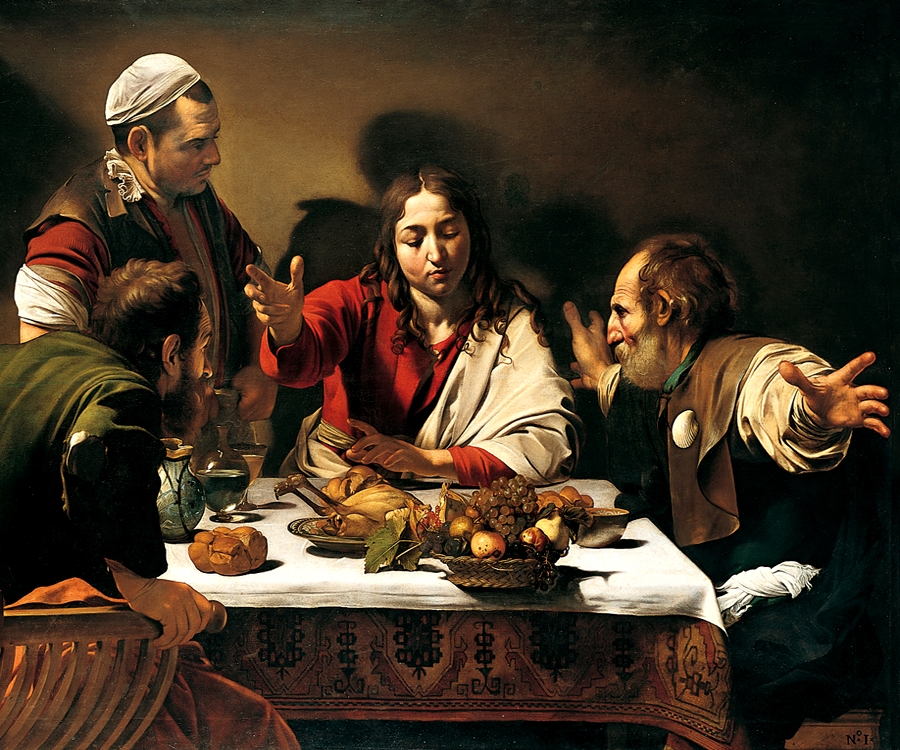
Michelangelo Merisi da Caravaggio, Le Souper à Emmaüs (Le Caravage, Londres), 1601.
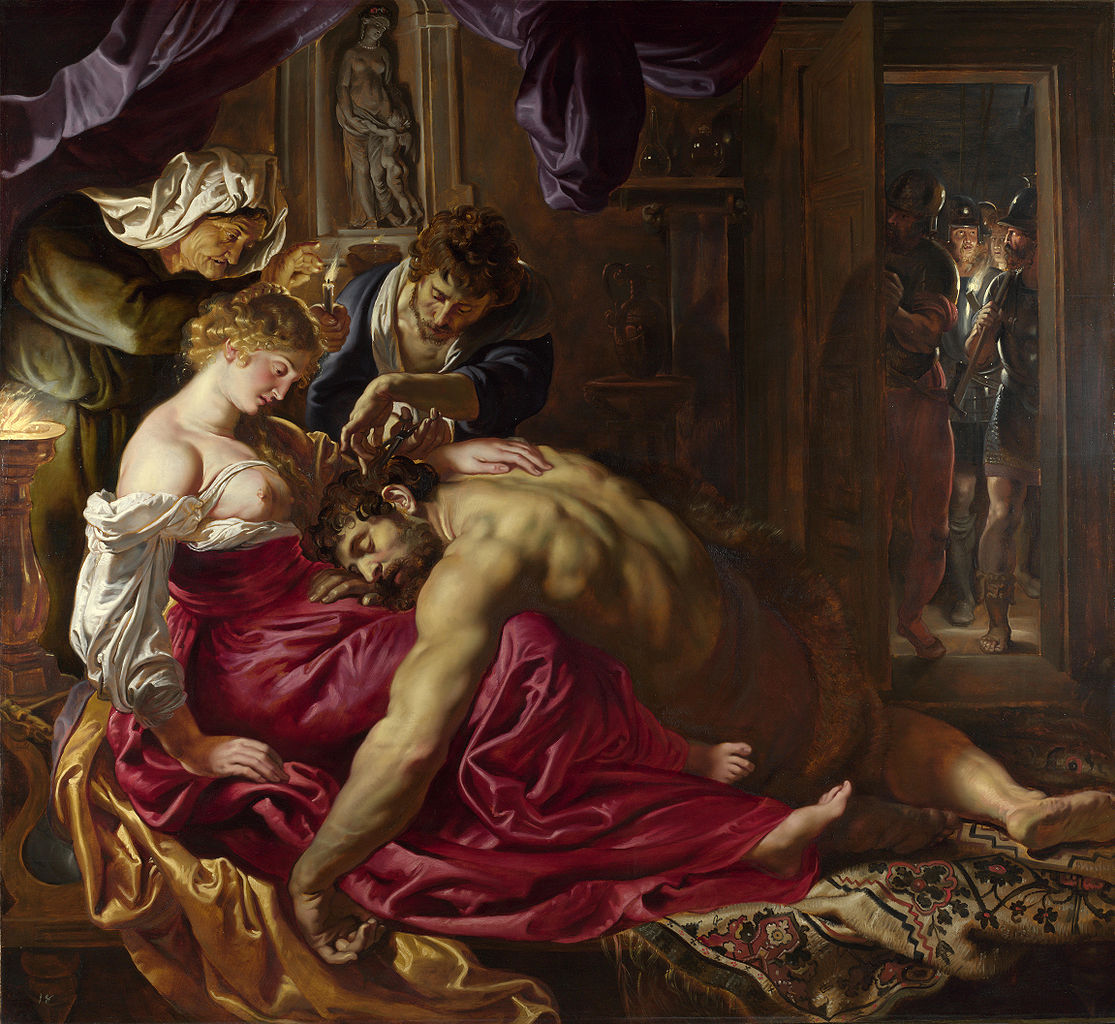
Peter Paul Rubens, Samson et Dalila (Rubens), 1609-1610.
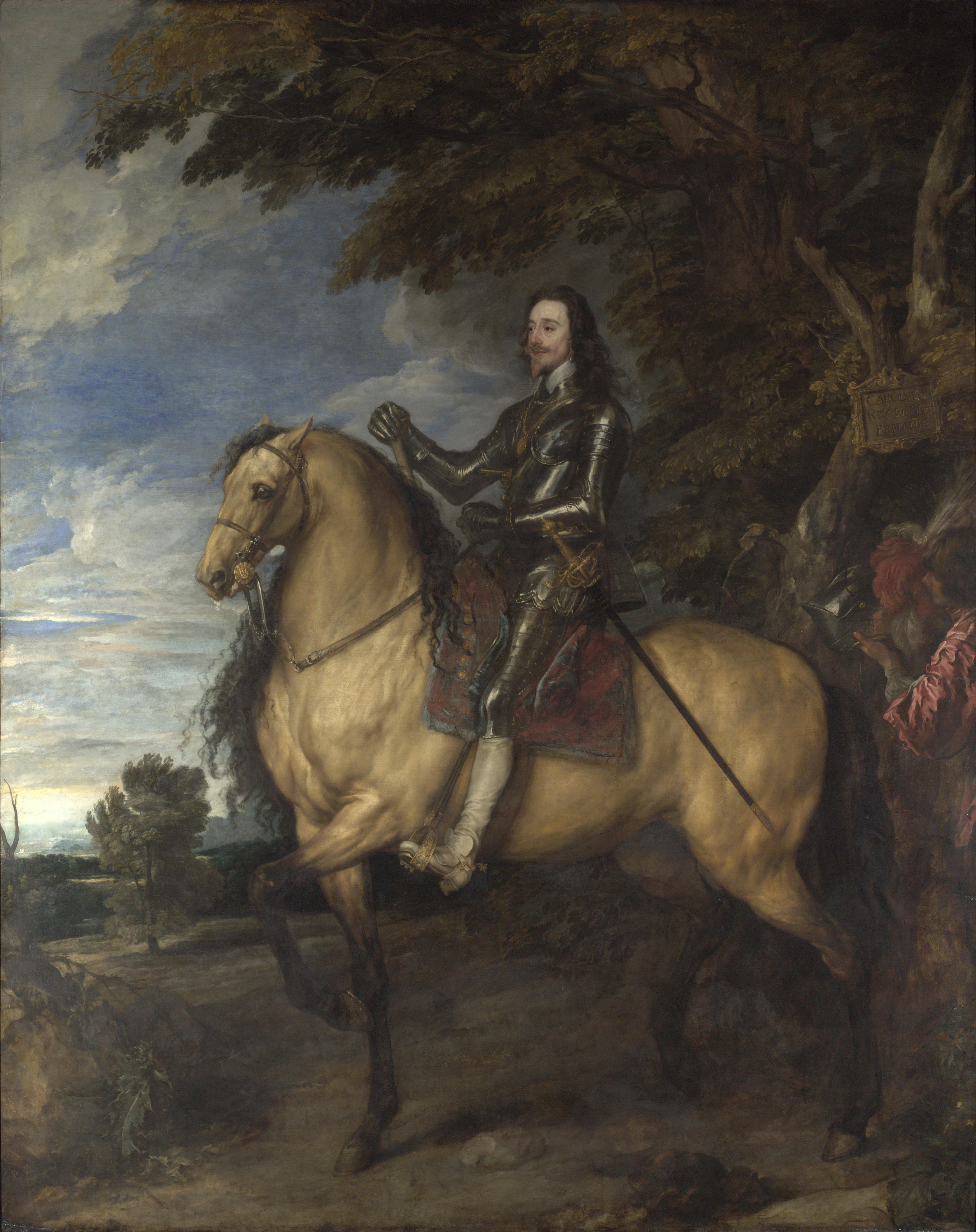
Anthony van Dyck, Portrait équestre de Charles Ier, 1637-1638.
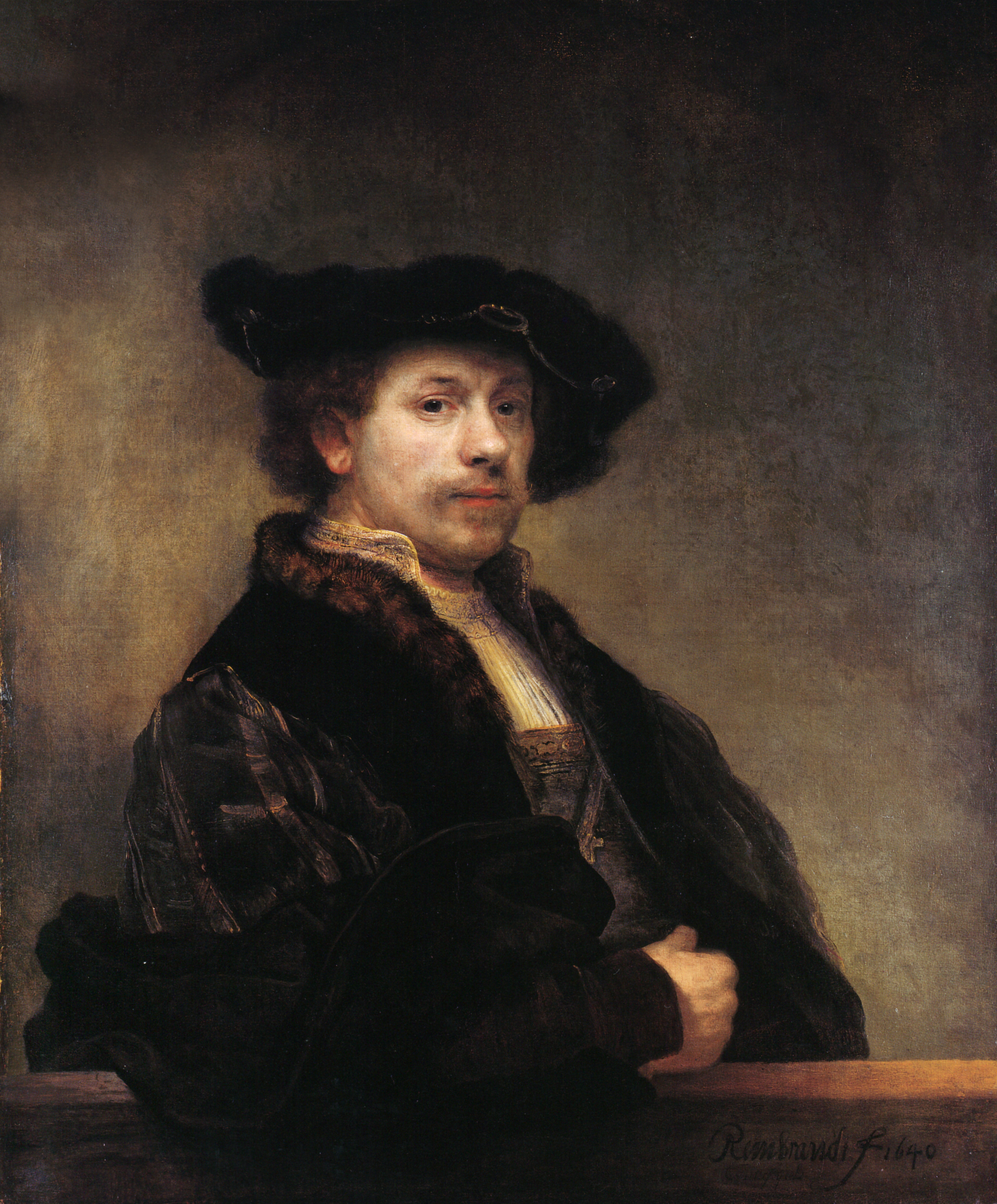
Rembrandt, Autoportrait à l'âge de 34 ans, 1640.
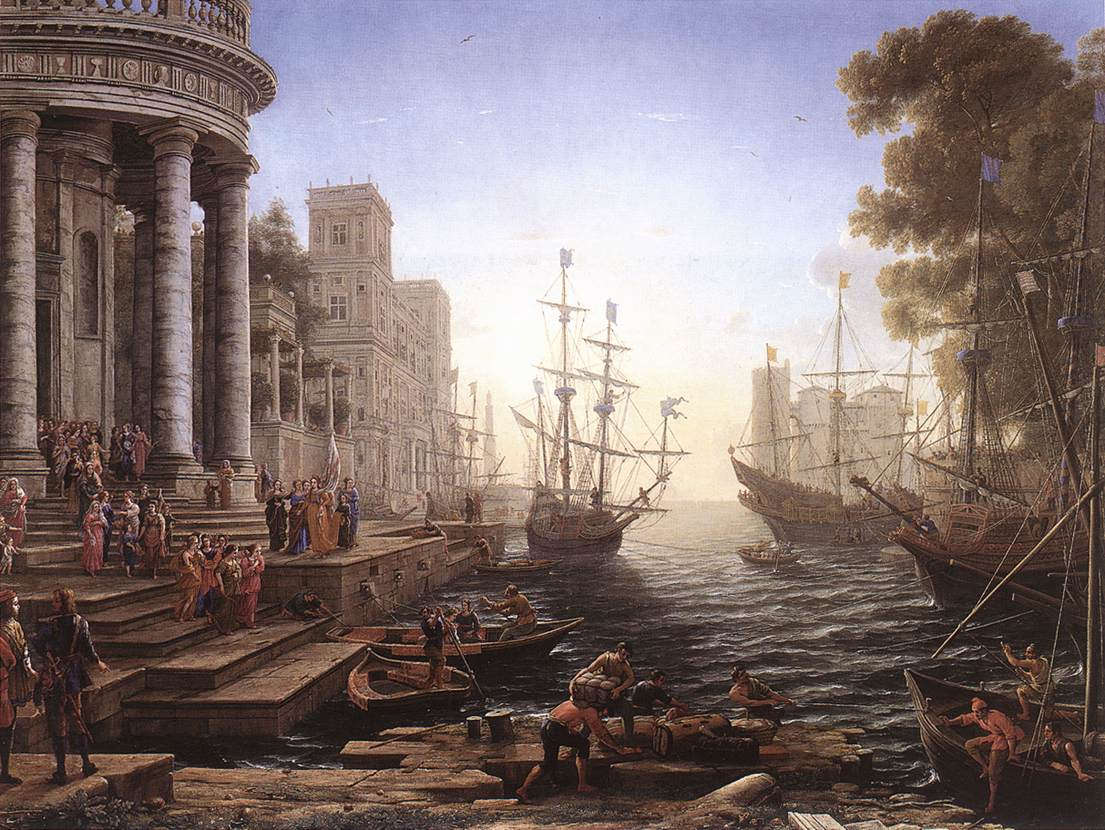
Lorrain, Claude, Port de mer avec l'embarquement de sainte Ursule, 1641.
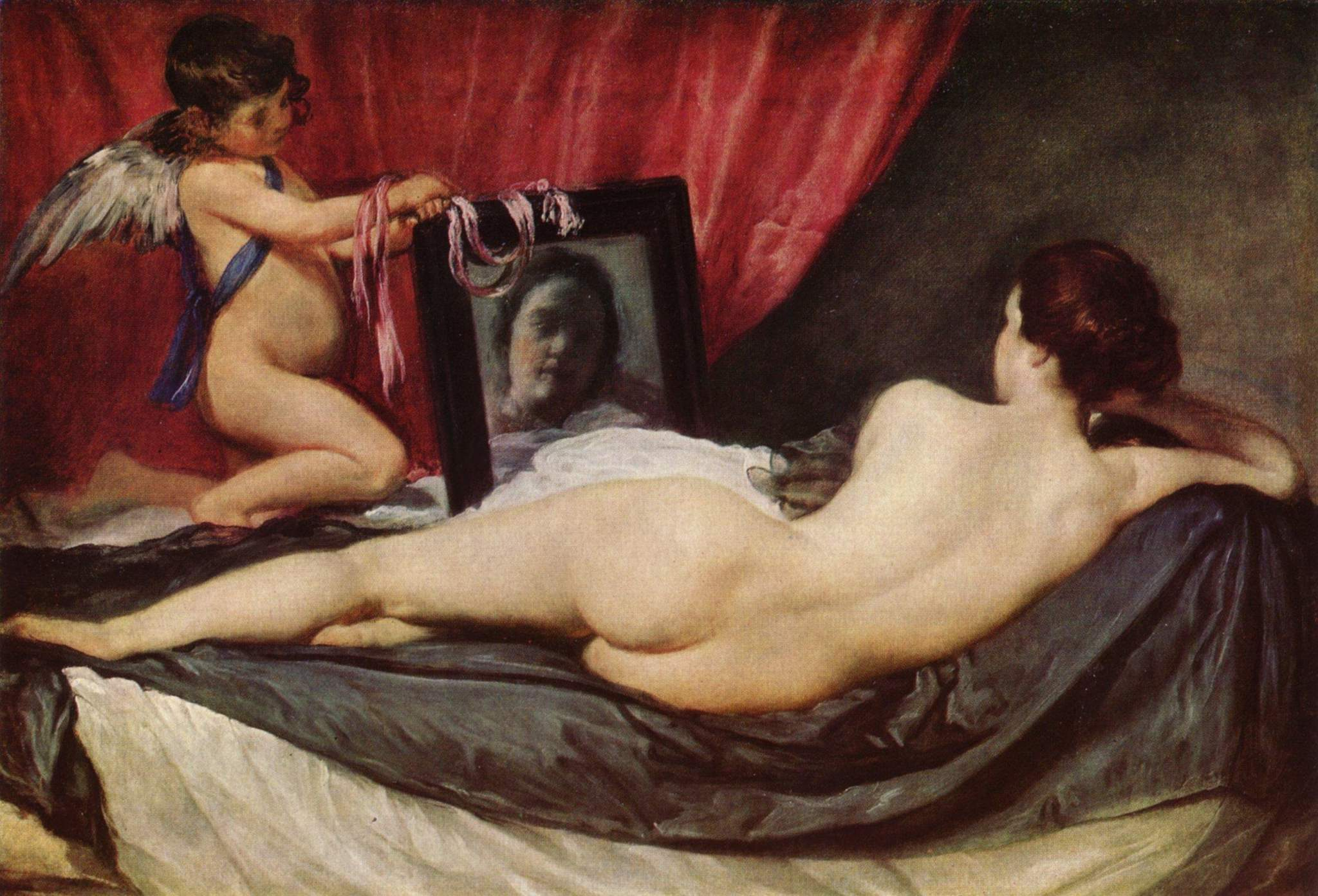
Diego Velázquez, Vénus à son miroir, 1647-1651.
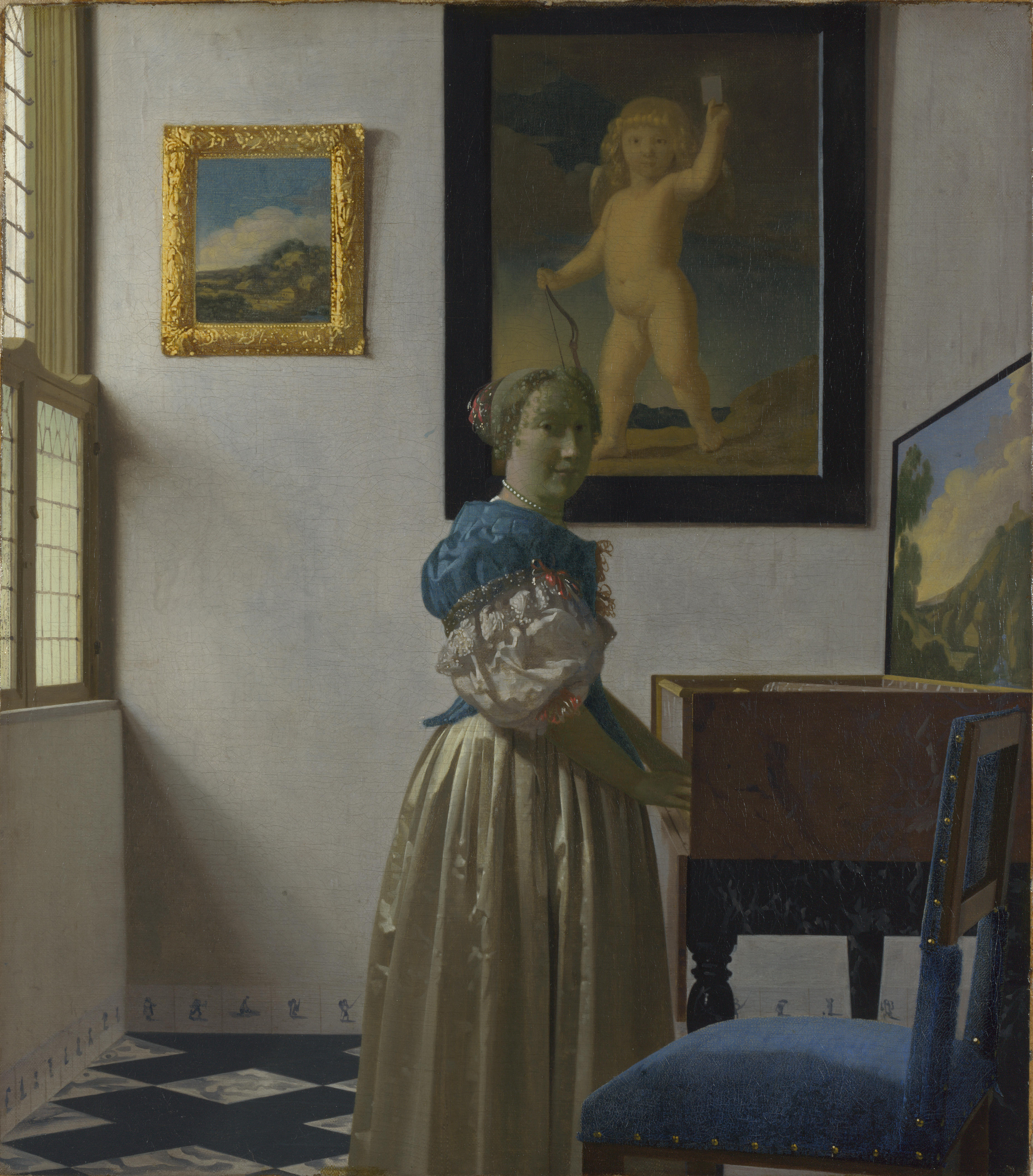
Vermeer, Jan, Une dame debout au virginal, 1672.

XVIIIe siècle
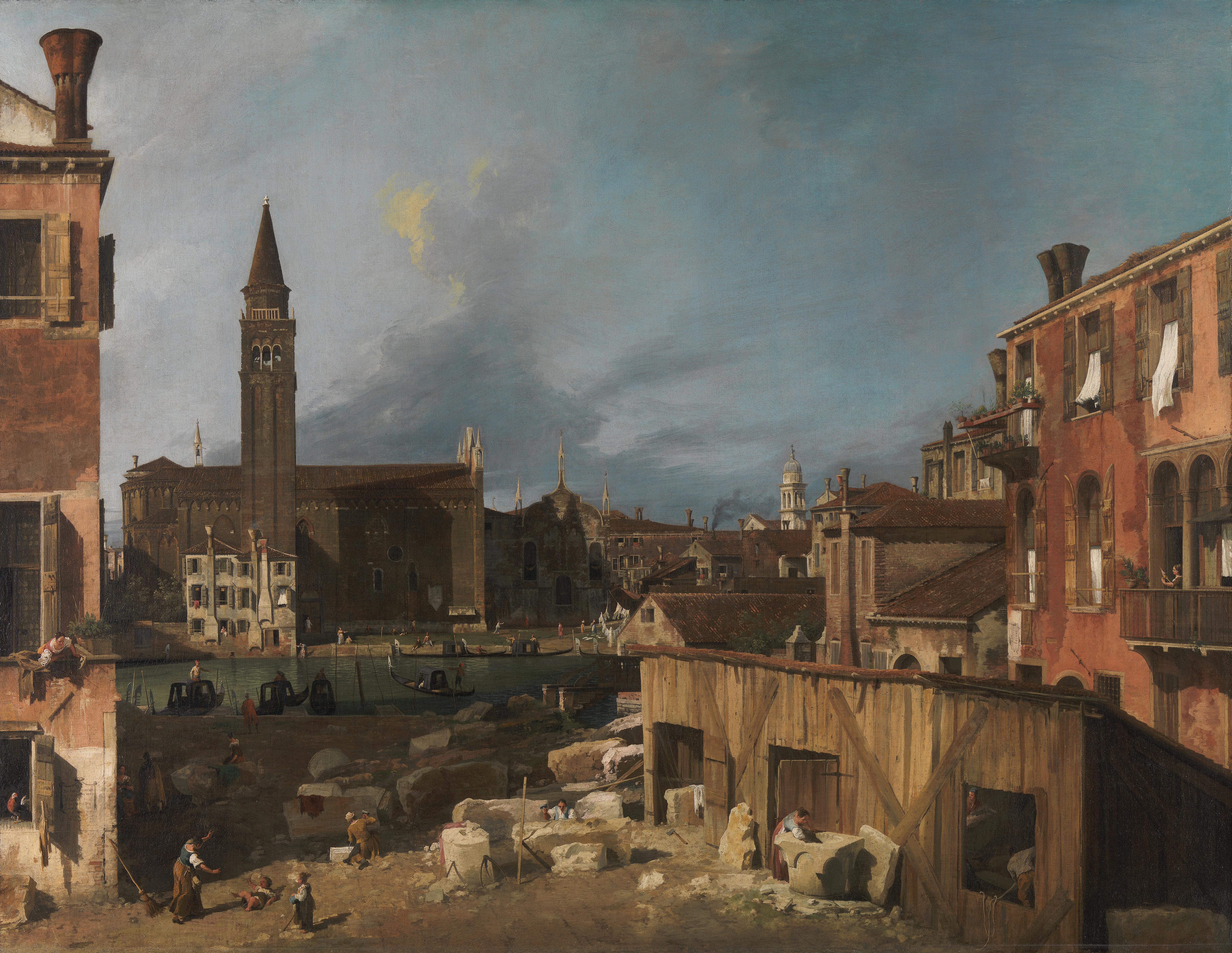
Canaletto, La Cour du tailleur de pierre, 1725.
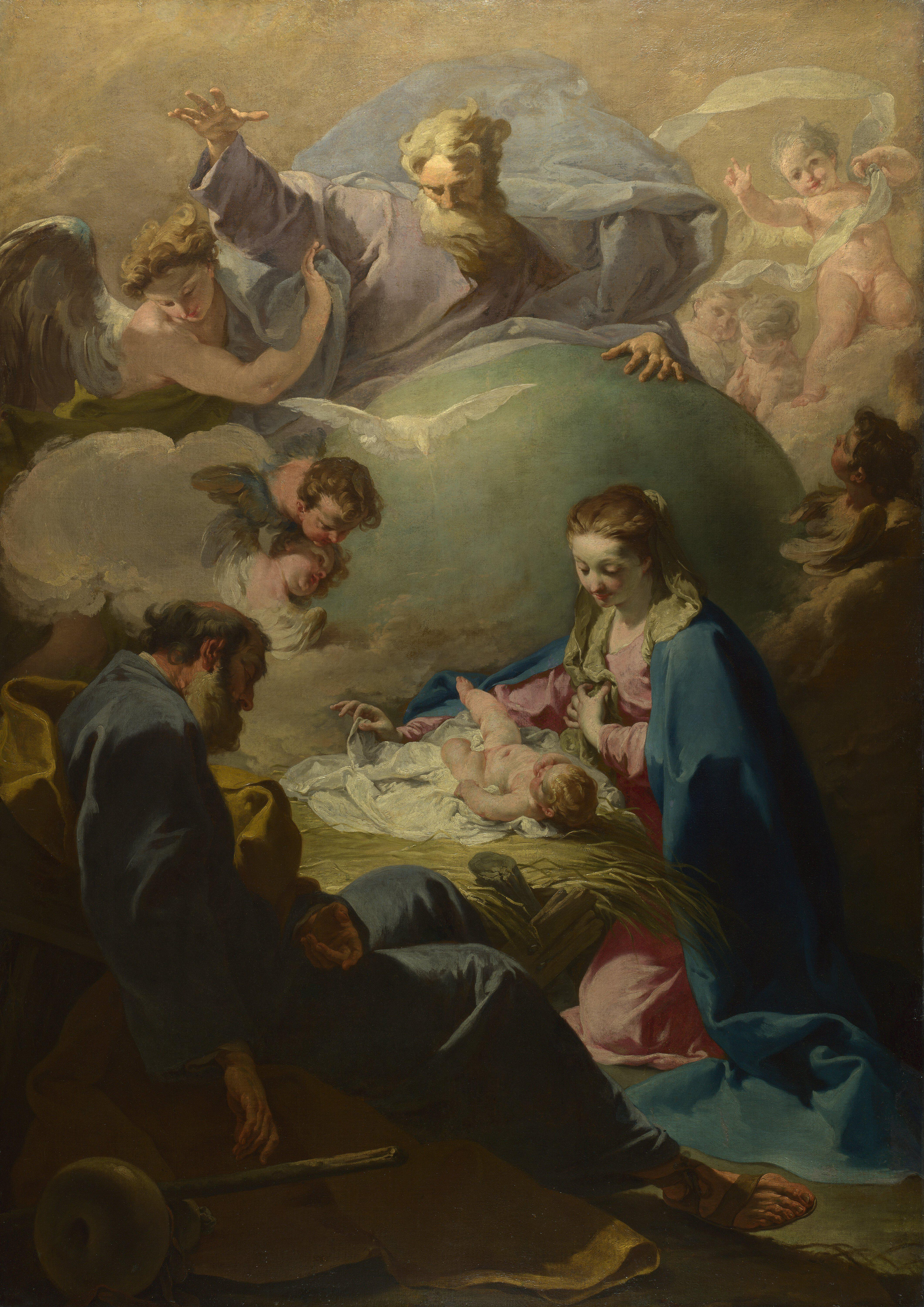
Giambattista Pittoni, Nativité avec Dieu le Père et le Saint-Esprit (it), 1740.
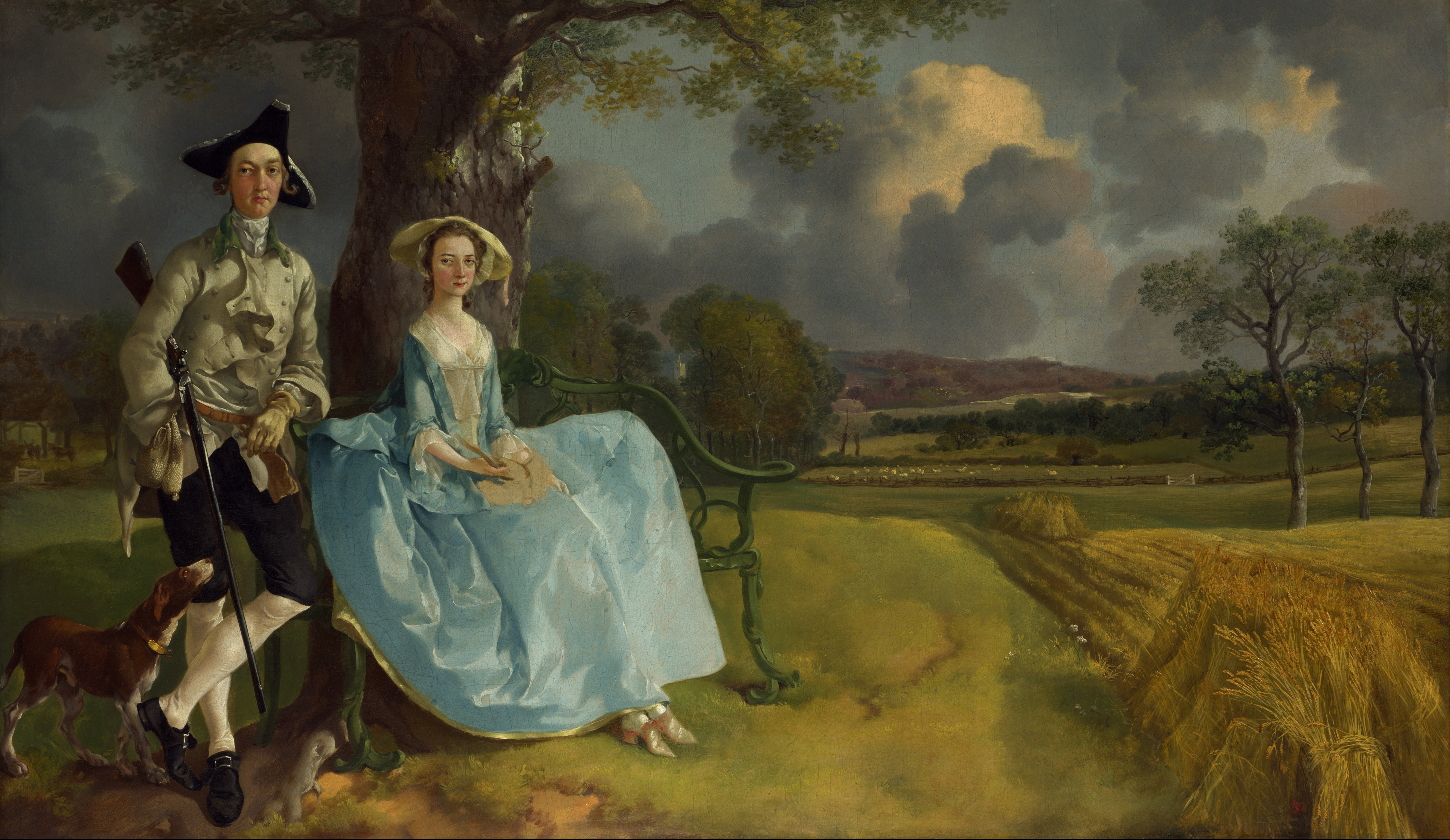
Thomas Gainsborough, Les Époux Andrews, 1750.
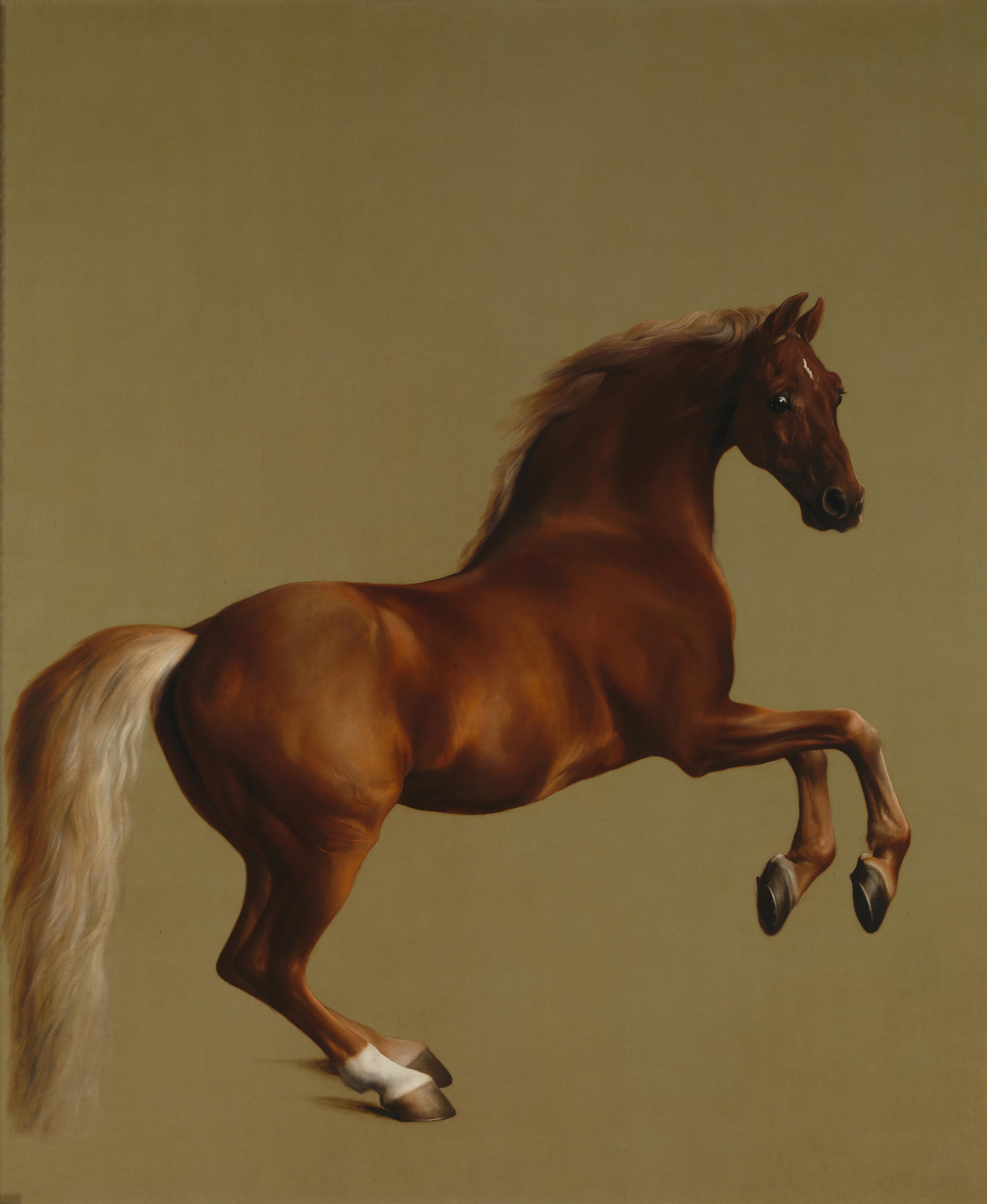
George Stubbs Whistlejacket, 1762.
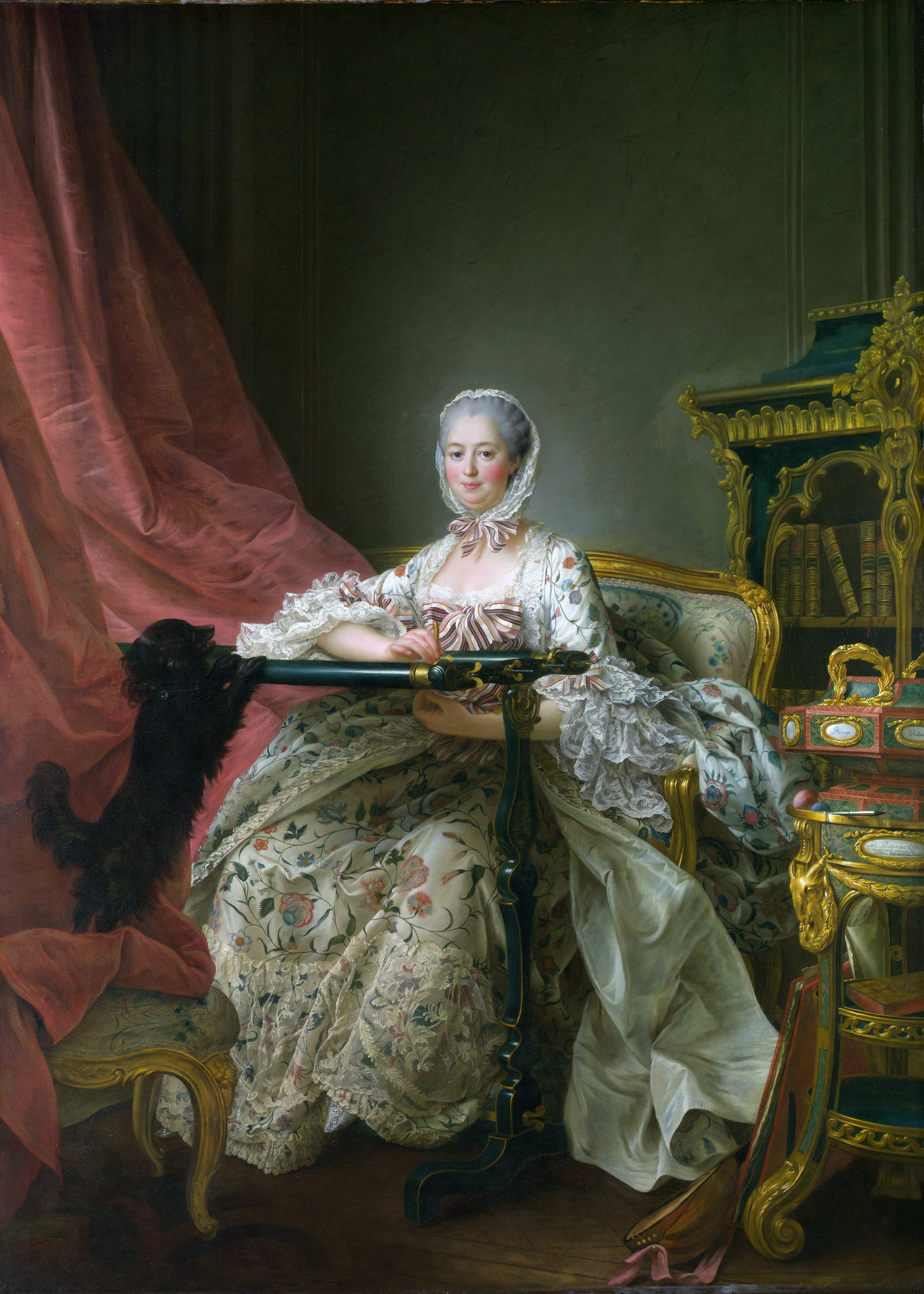
François-Hubert Drouais, Madame de Pompadour à son métier à broder, 1763-1764.

XIXe siècle
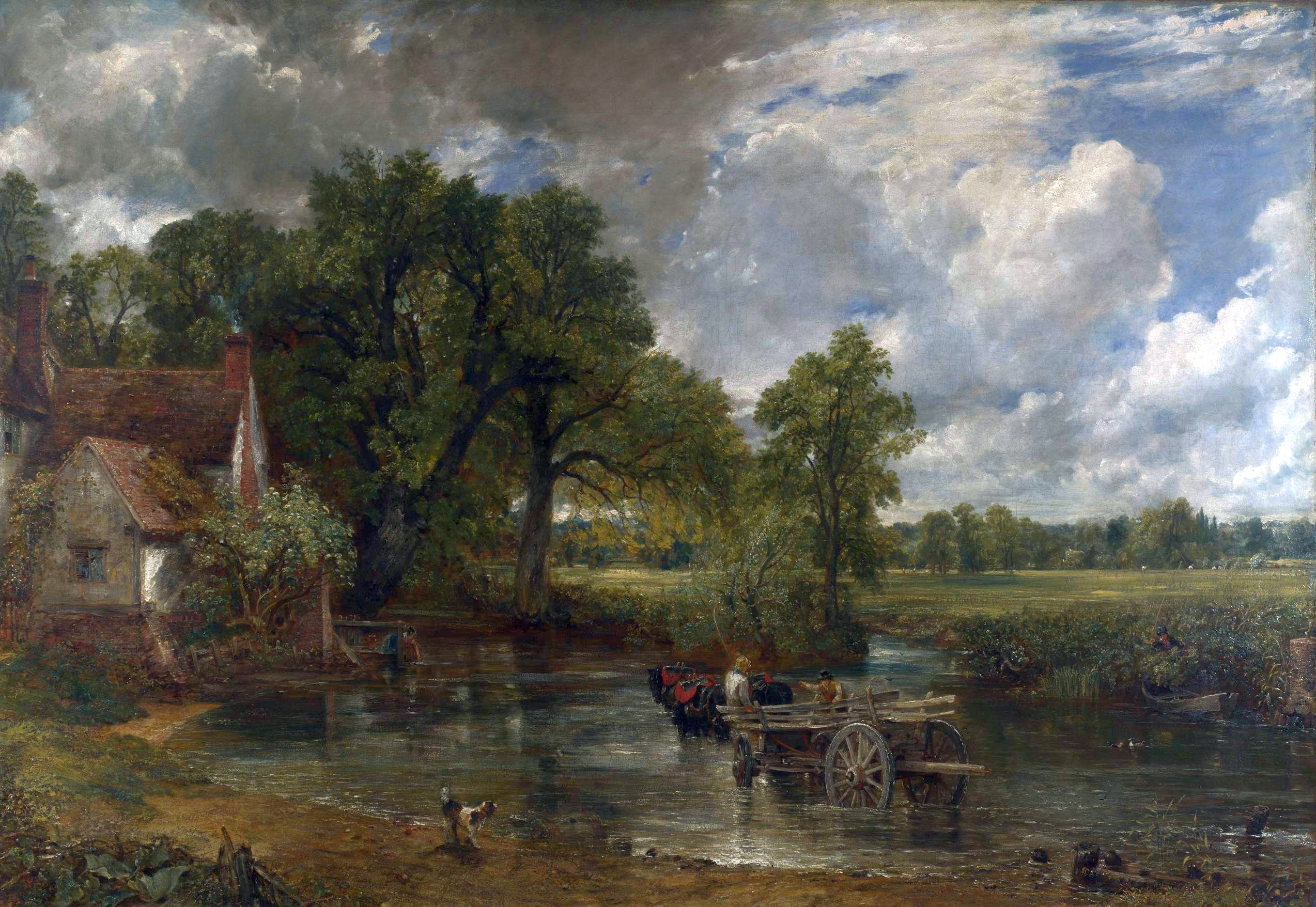
John Constable, La Charrette de foin, 1821.
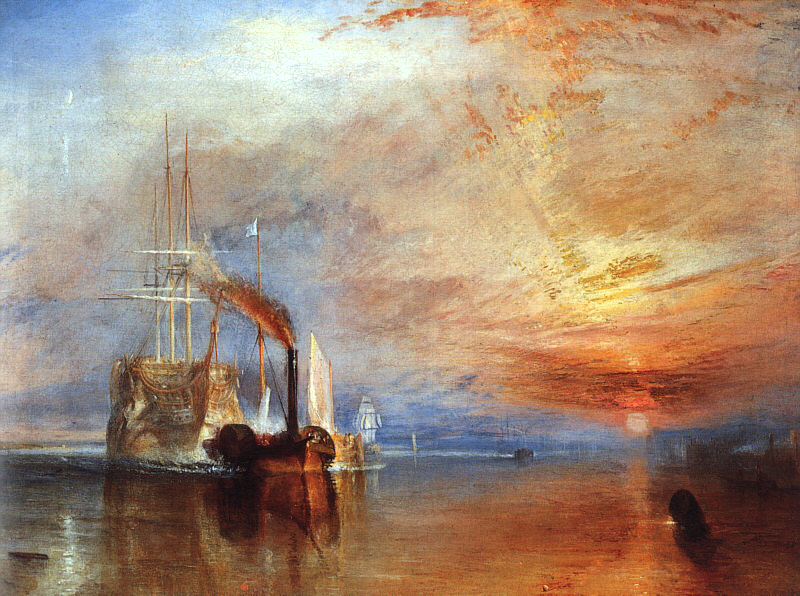
Joseph Turner, Le Dernier Voyage du Téméraire, 1839.
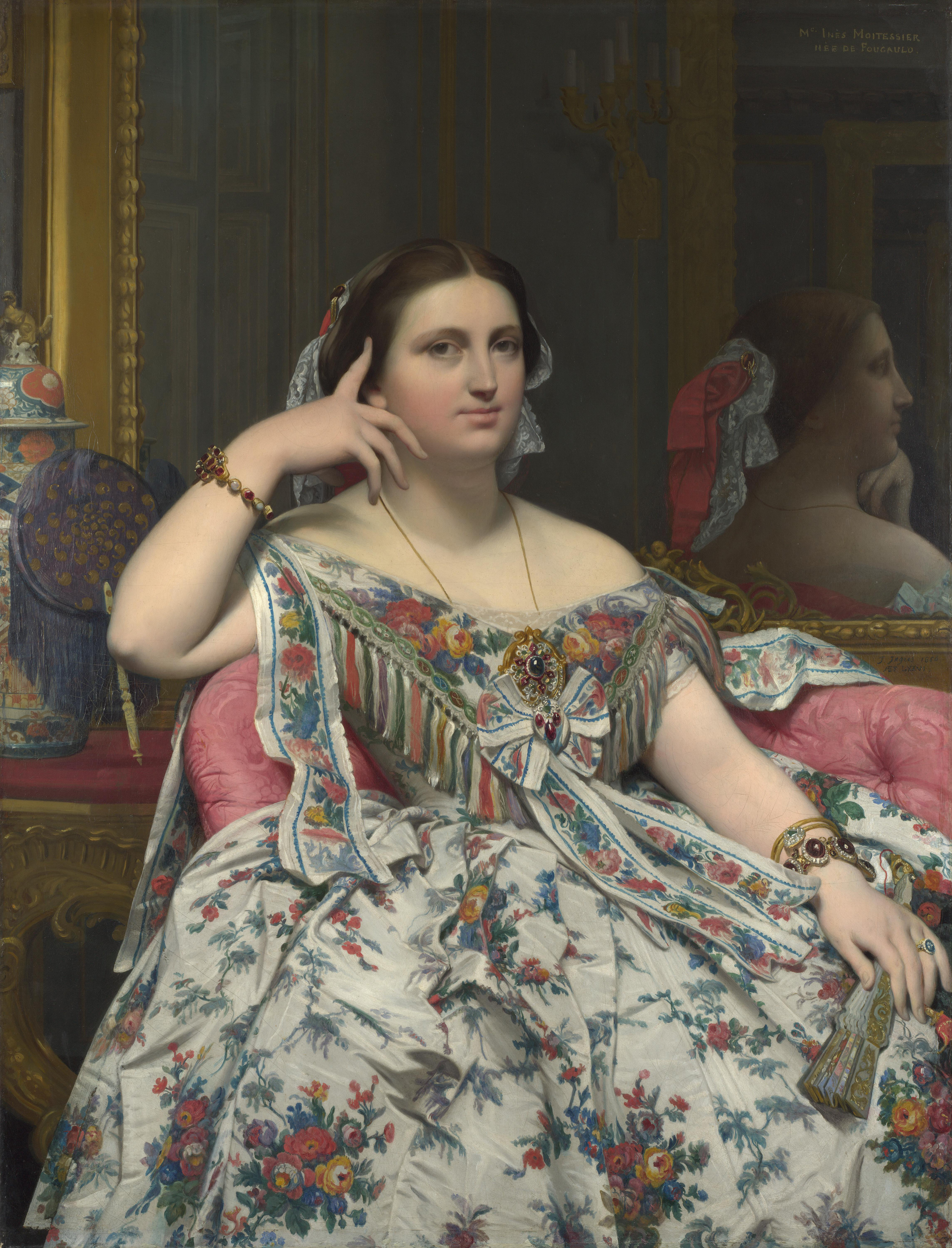
Jean-Auguste-Dominique Ingres, Madame Moitessier, 1856.
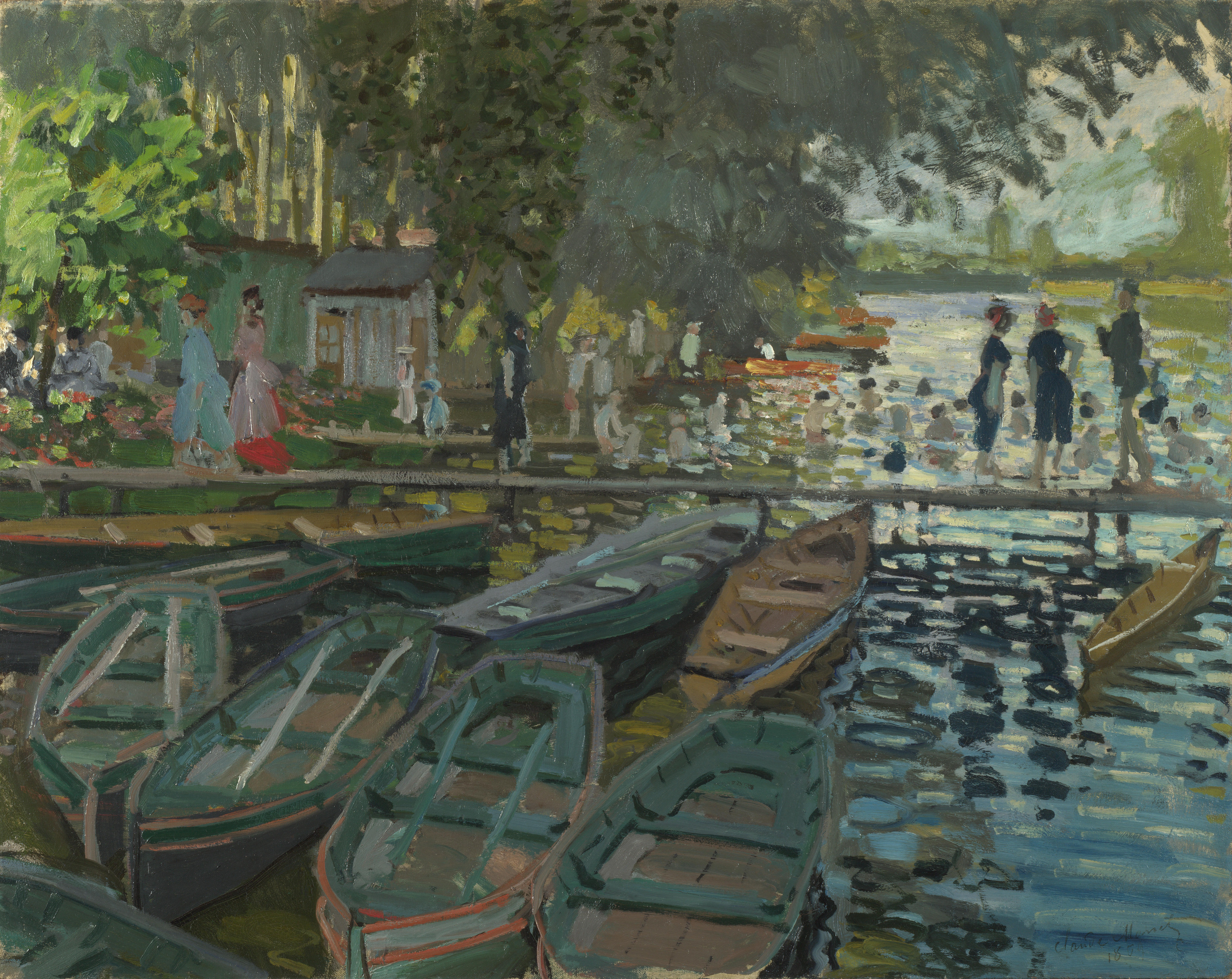
Claude Monet, Baigneurs à La Grenouillère (it), 1869.
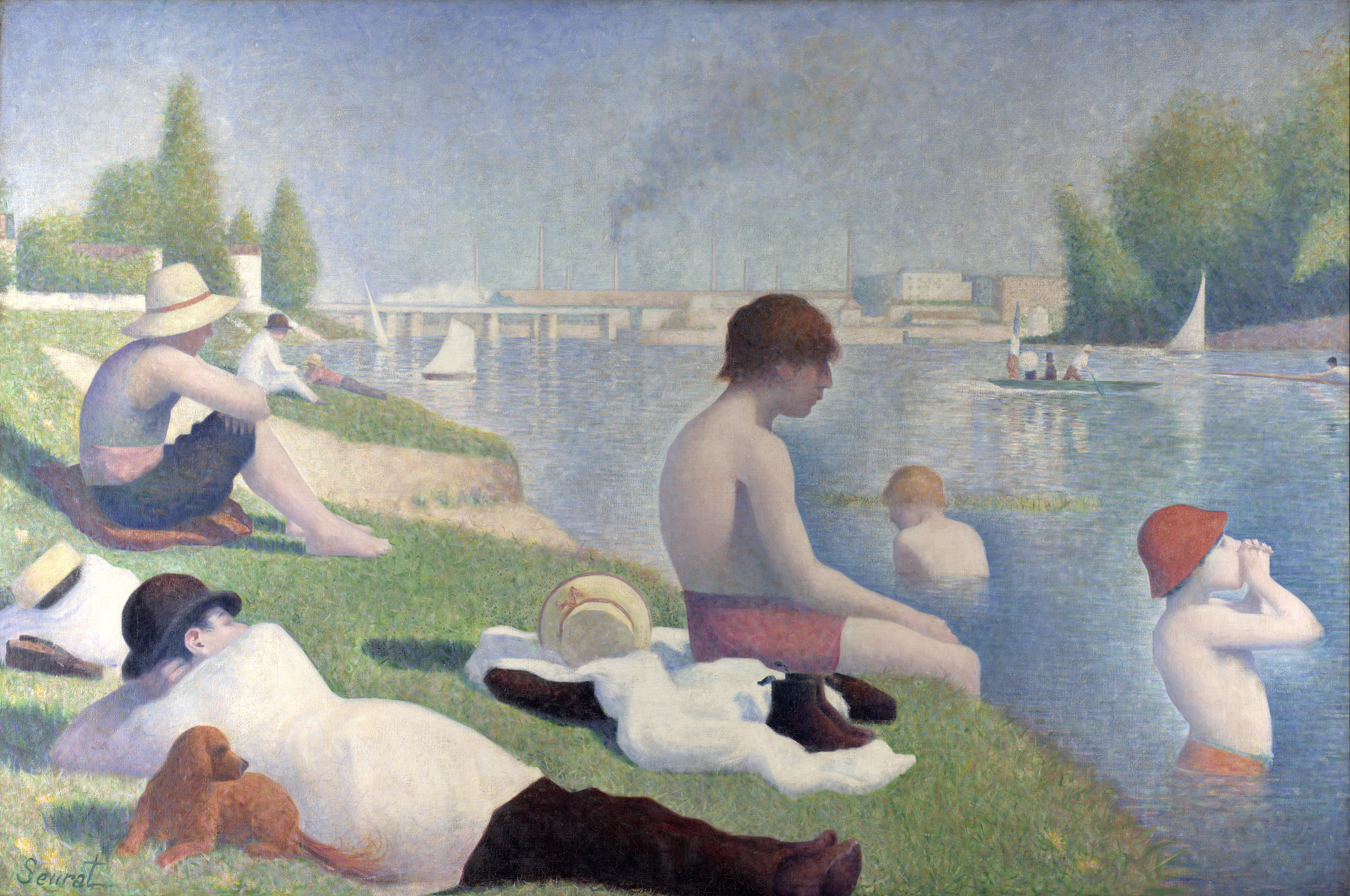
Georges Seurat, Une baignade à Asnières, 1884.
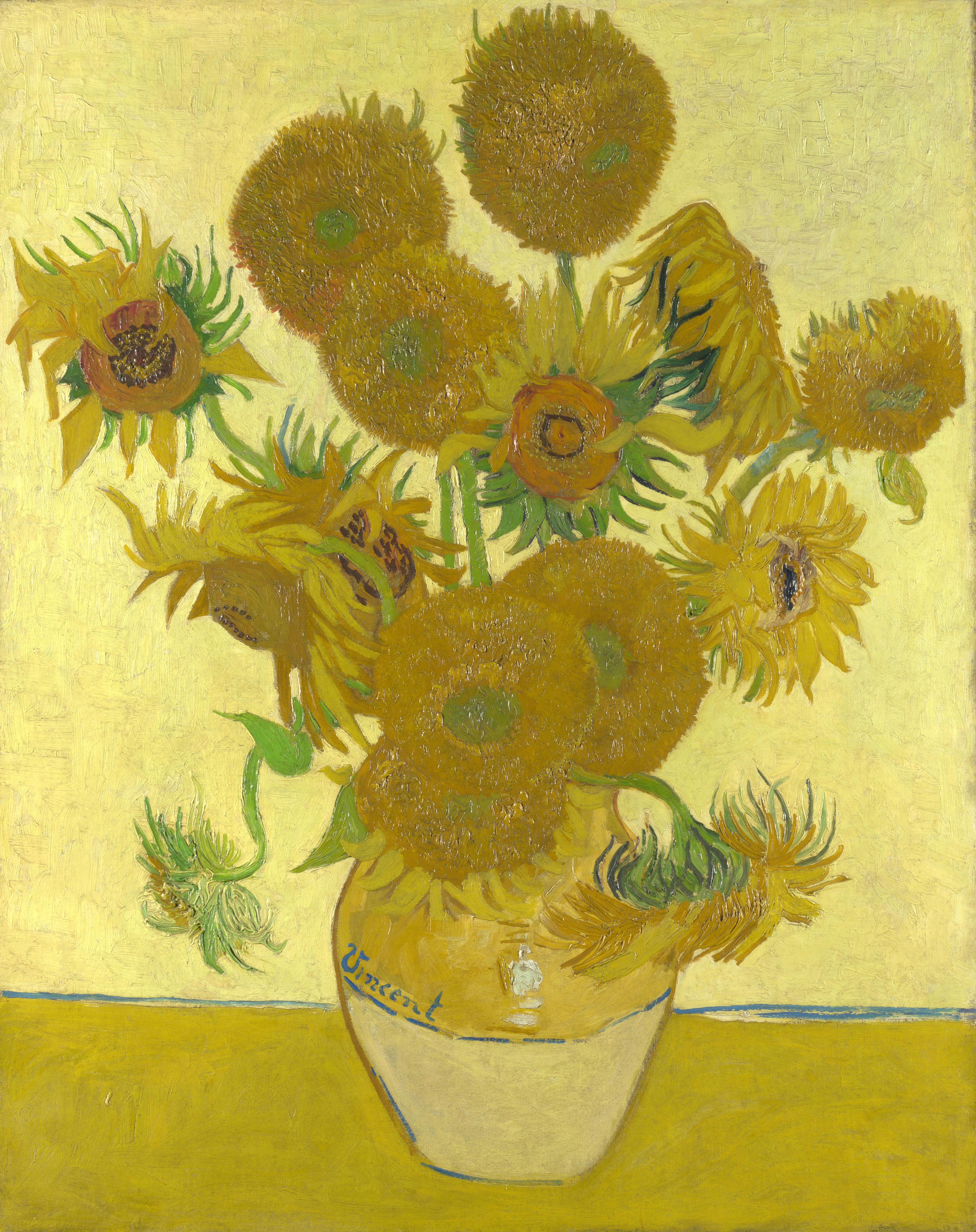
Vincent van Gogh, Les Tournesols, 1888.
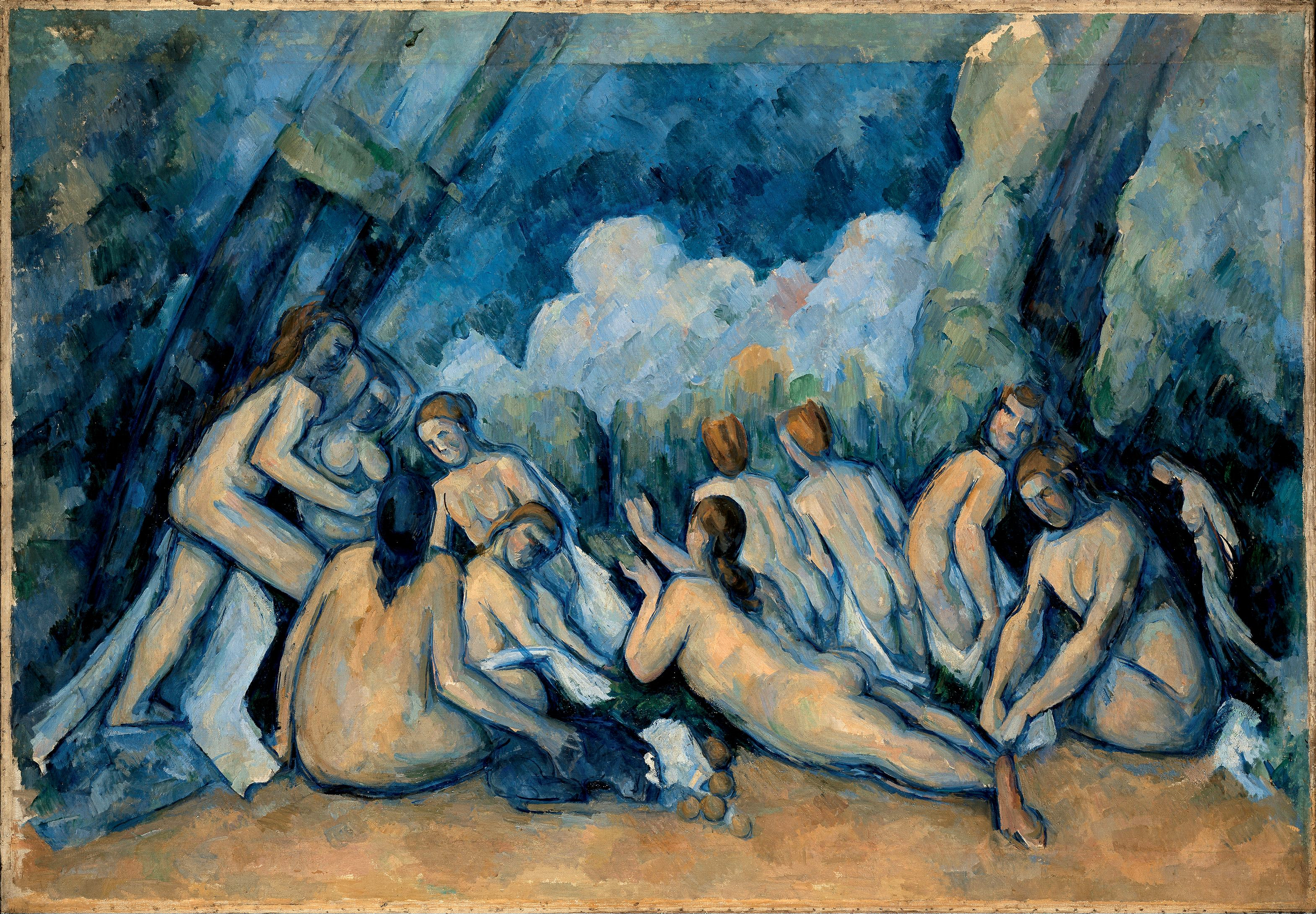
Paul Cézanne, Les Grandes Baigneuses, 1894-1905.

## Dans la culture populaire
Dans le film Les Minions (2015), le fronton du musée est détruit au cours de l'affrontement entre les protagonistes et Scarlet Overkill.
Dans l'épisode spécial cinquante ans de Doctor Who, Le Jour du Docteur, la National Gallery abrite le tableau fictif Gallifrey Falls No More qui est central à l'intrigue.
Dans l'épisode 5 de la saison 2 de Heartstopper (série télévisée), la National Gallery a servi de lieu de tournage pour ce qui est censé être le Musée du Louvre dans la diégèse de la série.